# خليفة بن زايد آل نهيان
الشيخ خليفة بن زايد بن سلطان آل نهيان (7 سبتمبر 1948- 13 مايو 2022) رئيس دولة الإمارات العربية المتحدة السابق خلال الفترة 3 نوفمبر 2004 حتى وفاته في 13 مايو 2022 وحاكم إمارة أبوظبي منذ 2 نوفمبر 2004 حتى وفاته وهو الرئيس الثاني لدولة الإمارات العربية المتحدة والحاكم الرابع عشر لإمارة أبوظبي.
ولد الشيخ خليفة بقلعة (قصر) المويجعي في مدينة العين وكان أكبر الأبناء الذكور للشيخ زايد بن سلطان آل نهيان. عاش الشيخ خليفة مع عائلته في مدينة العين وتلقى تعليمه المدرسي فيها في المدرسة النهيانية التي أنشأها والده، قضى معظم طفولته في واحات العين والبريمي بصحبة والده الذي كان يحكم منطقة العين في ذلك الوقت. واكب الشيخ خليفة تاريخ الإمارات في جميع مراحله، فقد حرص والده الشيخ زايد على اصطحابه في معظم نشاطاته وزياراته اليومية، وظل ملازمًا لوالده في مهمته لتحسين حياة القبائل في المنطقة وإقامة سلطة الدولة، مما كان له الأثر الكبير في تعليمه القيم الأساسية لتحمل المسؤولية والثقة والعدالة.
كان أول منصب رسمي يشغله عندما كان ولي عهد إمارة أبو ظبي هو ممثل الحاكم في المنطقة الشرقية ورئيس المحاكم فيها، وكان لهذا المنصب أهمية كبيرة في حياته، وخلال وجوده بمدينة العين أُتيحت له فرصة واسعة للاحتكاك اليومي بالمواطنين، والاطّلاع على أحوالهم، والتعرف على تطلعاتهم وآمالهم.
في 2 نوفمبر عام 2004؛ توفي والده الشيخ زايد بن سلطان آل نهيان أول حاكم لدولة الإمارات العربية المتحدة بعد قيام الاتحاد عام 1971، وبصفته وليا لعهد إمارة أبو ظبي فقد أصبح الشيخ خليفة حاكم الإمارة مباشرة بعد وفاة والده، وفي 3 نوفمبر 2004 انتخبه المجلس الأعلى للاتحاد برئاسة الشيخ مكتوم بن راشد آل مكتوم رئيسًا لدولة الإمارات العربية المتحدة.
ومنذ توليه حكم الإمارة ورئاسة الدولة أشرف وتابع مشاريع التطوير والتحديث التي شهدتها الإمارة كافة، وتولّى الإشراف على ما عُرف بمفاوضات المشاركة النفطية التي أعادت صياغة السياسة النفطية ووضعت الأسس لعلاقة أكثر عدلًا وإنصافًا مع الشركات النفطية العاملة، ومتابعة لهذا الدور تولى رئاسة المجلس الأعلى للبترول، وهو المنصب الذي ظل يشغله حتى وفاته، كما أسس وترأس جهاز أبو ظبي للاستثمار الذي يشرف على إدارة الاستثمارات المالية للإمارة ضمن رؤية استراتيجية لتنمية الموارد المالية وللمحافظة على مصادر دخل مستقرة للأجيال المقبلة.
أسس الشيخ خليفة (دائرة الخدمات الاجتماعية والمباني التجارية) التي عُرفت بين الناس (بلجنة الشيخ خليفة) حيث قامت بتقديم تمويلات سخية للمواطنين بدون أي فوائد، لإنشاء مبانٍ تجارية تدرّ عليهم عوائد مالية دورية، مما أسهم في زيادة دخول المواطنين ورفع مستواهم الاقتصادي والاجتماعي، كما ساعد في ازدهار النهضة العمرانية في البلاد.
أعطى الشيخ خليفة اهتمامًا كبيرًا لمشاريع تطوير وتحديث البنية التحتية ومرافق الخدمات المختلفة، وعمل على بناء جهاز إداري حديث، ومنظومة تشريعية متكاملة، باعتبار ذلك أساسا لعملية التنمية الاقتصادية والاجتماعية، كما أطلق مبادرة لتطوير تجربة السلطة التشريعية لتعديل أسلوب اختيار أعضاء المجلس الوطني الاتحادي، بحيث يتم الجمع بين الانتخاب والتعيين كخطوة أولى، تتيح في نهاية المطاف اختيار أعضاء المجلس عبر انتخابات مباشرة.
عُرف عن الشيخ خليفة الدقة في المواعيد، والتزام برنامج عمل يومي صارم يوزعه بين المهام الرسمية العديدة التي يتولاّها وبين اللقاءات مع المواطنين، كما عُرف عنه بأنه مستمع جيد، يمتاز بالدماثة والتواضع في تعامله مع الآخرين مما أكسبه محبة المواطنين واحترامهم، وهو هادئ الطباع وقارئ للتاريخ محب للشعر والأدب.
حرص الشيخ خليفة على أن تكون دولة الإمارات عنوانًا عريضًا في مد يد العون والمساعدة والمساندة إلى كل محتاج من دون تمييز بسبب العرق أو اللون أو الدّين أو الجنس، فأسس (مؤسسة خليفة بن زايد آل نهيان للأعمال الإنسانية) والتي ساهمت بشكل فعال في المشاريع الإنسانية المختلفة في أكثر من 40 بلدًا حول العالم.
في عام 1964؛ تزوج الشيخ خليفة من شمسة بنت سهيل بن حمد المزروعي وأنجبا ثمانية أولاد اثنان من الذكور هما: الشيخ سلطان بن خليفة آل نهيان والشيخ محمد بن خليفة آل نهيان وست من الإناث. يذكر أنه يمارس عددًا من الهوايات، فهو محب لصيد السمك وبارع في هواية الصيد بالصقور التي اكتسبها من والده، كما أسهم شخصيًا في رعاية برامج ومشروعات للمحافظة على البيئة الطبيعية في مناطق الصيد، وعلى رأسها تحرير الصقور بإعادتها إلى بيئتها الطبيعة مع نهاية كل موسم صيد وبرامج إكثار طيور الحبارى. اهتم الشيخ خليفة بمتابعة مختلف الأنشطة الرياضية في الدولة لاسيما كرة القدم، حيث حرص على رعاية وحضور الأنشطة الرياضية الرئيسية، فضلا عن تكريم الفرق الرياضية المحلية التي تحقّق إنجازات أو بطولات محلية أو إقليمية أو دولية.
اعتبرته صحيفة التايمز من القادة الخمسة والعشرين الأكثر تأثيرًا في العالم، وصُنِّف كرابع أغنى ملك في العالم.

## طفولته وتعليمه

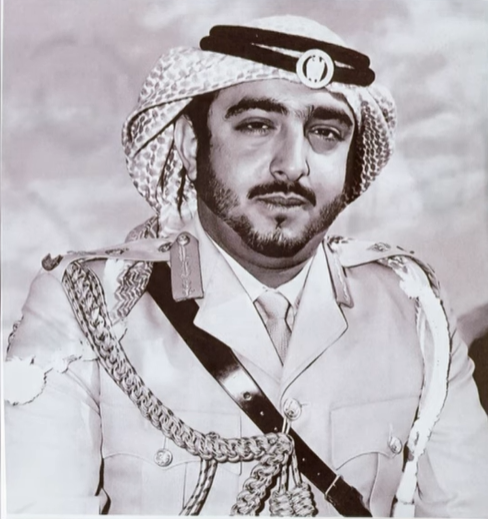
الشيخ خليفة عام 1971

وُلد الشيخ خليفة عام 1948 في مدينة العين، وهو النجل الأكبر للشيخ زايد بن سلطان آل نهيان، وسُمّي بهذا الاسم تيمنًا بجده الشيخ خليفة بن شخبوط. عاش الشيخ خليفة مع عائلته في مدينة العين، وتلقى تعليمه المدرسي فيها في المدرسة النهيانية التي أنشأها والده، وكانت أول مدرسة نظامية في مدينة العين. قضى الشيخ خليفة معظم طفولته في واحات العين والبريمي بصحبة والده الذي حكم منطقة العين في ذلك الوقت. ينتمي الشيخ خليفة إلى عائلة آل نهيان والتي تعود في نسبها إلى قبيلة بني ياس، وهي واحدة من أقوى وأشهر القبائل، استوطنت ما يعرف اليوم بدولة الإمارات العربية المتحدة على ساحل الخليج العربي، وقادت حلفًا من القبائل العربية عُرف تاريخيًا باسم حلف بني ياس.
حرص الشيخ زايد على اصطحاب نجله الأكبر في معظم نشاطاته وزياراته اليومية في منطقتيّ العين والبريمي، وظل الشيخ خليفة ملازمًا لوالده في مهمته الصعبة لتحسين حياة القبائل في المنطقة وإقامة سلطة الدولة، مما كان له الأثر الكبير في تعليمه القيم الأساسية لتحمل المسؤولية والثقة والعدالة.
لازم الشيخ خليفة بن زايد آل نهيان المجالس العامة، والتي تعد مدرسة مهمة لتعليم مهارات القيادة السياسية في ذلك الوقت. وكانت لنشأة الشيخ خليفة في مدينة العين أهمية خاصة؛ إذ إن هذه المدينة (التي تعدّ ثاني أكبر المدن في إمارة أبوظبي) تشكّل قاعدة لكثير من القبائل المحلية، مما وفّر له فرصة واسعة للاحتكاك بهموم المواطنين، وجعلته قريبًا من تطلّعاتهم وآمالهم، كما أكسبته مهارات الإدارة والاتصال.
رأى الشيخ خليفة تفاني والده لتحقيق الرخاء والرفاهية للقبائل وحرصه على الحفاظ على أمنهم ووحدتهم الوطنية ومبادراته في رعاية البيئة، والحفاظ على التراث الشعبي، فأصبح مؤمنًا أن القائد الحقيقي هو الذي يهتم برفاهية شعبه، كما كان لجلوس الشيخ خليفة في مجالس جده من جهة أمه (الشيخ محمد بن خليفة) والذي عرف وقتها بحكمته إضافة مهمة لمهاراته القيادية. تمتع الشيخ خليفة بن زايد برعاية والدته، بالإضافة إلى رعاية واهتمام خاصين من جدته (الشيخة سلامة) التي كانت تحظى باحترام كبير لحنكتها وحكمتها.

## المناصب والمسؤوليات

### ممثل المنطقة الشرقية ورئيس المحاكم فيها
في أغسطس 1966 انتقل الشيخ زايد إلى مدينة أبوظبي ليصبح حاكم الإمارة، وعين نجله الشيخ خليفة (الذي كان عمره 18 عامًا آنذاك) ممثلًا له في المنطقة الشرقية ورئيس المحاكم فيها. سار الشيخ خليفة على خطى والده في تنفيذ المشاريع التنموية الكبرى في المنطقة الشرقية (منطقة العين)، وخاصة تلك التي تهدف إلى تحسين الزراعة. كان نجاحه الملحوظ في العين بداية حياة مهنية طويلة في خدمة الشعب، وبداية تولي دوره القيادي. في السنوات اللاحقة، تولى الشيخ خليفة عددًا من المناصب الرئيسية وأصبح المسؤول التنفيذي الأول لحكومة والده وأشرف على تنفيذ جميع المشاريع الكبرى.

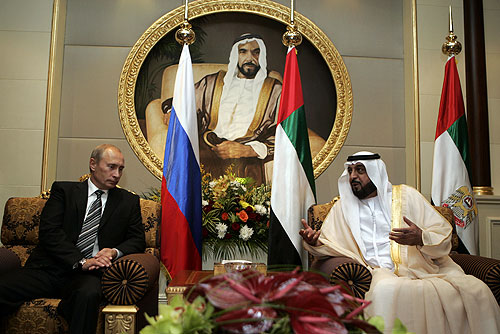
الشيخ خليفة بن زايد في اجتماع مع الرئيس الروسي فلادميير بوتين عام 2007.

### ولي عهد إمارة أبوظبي
في 1 فبراير 1969 تم ترشيح الشيخ خليفة لمنصب ولي عهد إمارة أبوظبي، وفي اليوم التالي تولّى مهام دائرة الدفاع في الإمارة، أنشأ الشيخ خليفة دائرة الدفاع في أبوظبي والتي أصبحت فيما بعد النواة التي شكلت القوات المسلحة لدولة الإمارات العربية المتحدة.

### وزير للدفاع والمالية بإمارة أبوظبي
في 1 يوليو 1971، عُيِّن الشيخ خليفة ووزيرًا للدفاع والمالية في إمارة أبوظبي كجزء من إعادة هيكلة حكومة الإمارة، وفي 2 ديسمبر 1971، أعلن عن قيام اتحاد دولة الإمارات العربية المتحدة، ورفع علم الاتحاد في إمارة أبوظبي مباشرة بعد الإعلان عن قيام الاتحاد، توجه الشيخ خليفة يومها إلى ساحة قصر المنهل وأمر برفع العلم الاتحادي على سارية القصر، وقام اثنان من جنود الحرس الأميري برفع العلم ورفع الشيخ خليفة يده بالتحية لعلم الاتحاد الذي رفرف في البلاد لأول مرة، ليعلن بذلك الإمارات السبع دولةً مستقلة والشيخ زايد بن سلطان آل نهيان أول رئيس للبلاد.

### نائب رئيس الوزراء في مجلس الوزراء الثاني
في 23 ديسمبر 1973 تولى الشيخ خليفة منصب نائب رئيس الوزراء في مجلس الوزراء الثاني، وبعد ذلك بوقت قصير (في 20 يناير 1974) تولّى مهام رئاسة المجلس التنفيذي لإمارة أبوظبي، والذي حل محل الحكومة المحلية في الإمارة، أشرف الشيخ خليفة على المجلس التنفيذي في تحقيق برامج التنمية الشاملة في إمارة أبوظبي، بما في ذلك بناء المساكن، ونظام إمدادات المياه والطرق، والبنية التحتية العامة التي أدت إلى إبراز حداثة مدينة أبوظبي.

### نائب للقائد الأعلى للقوات المسلحة لدولة الإمارات

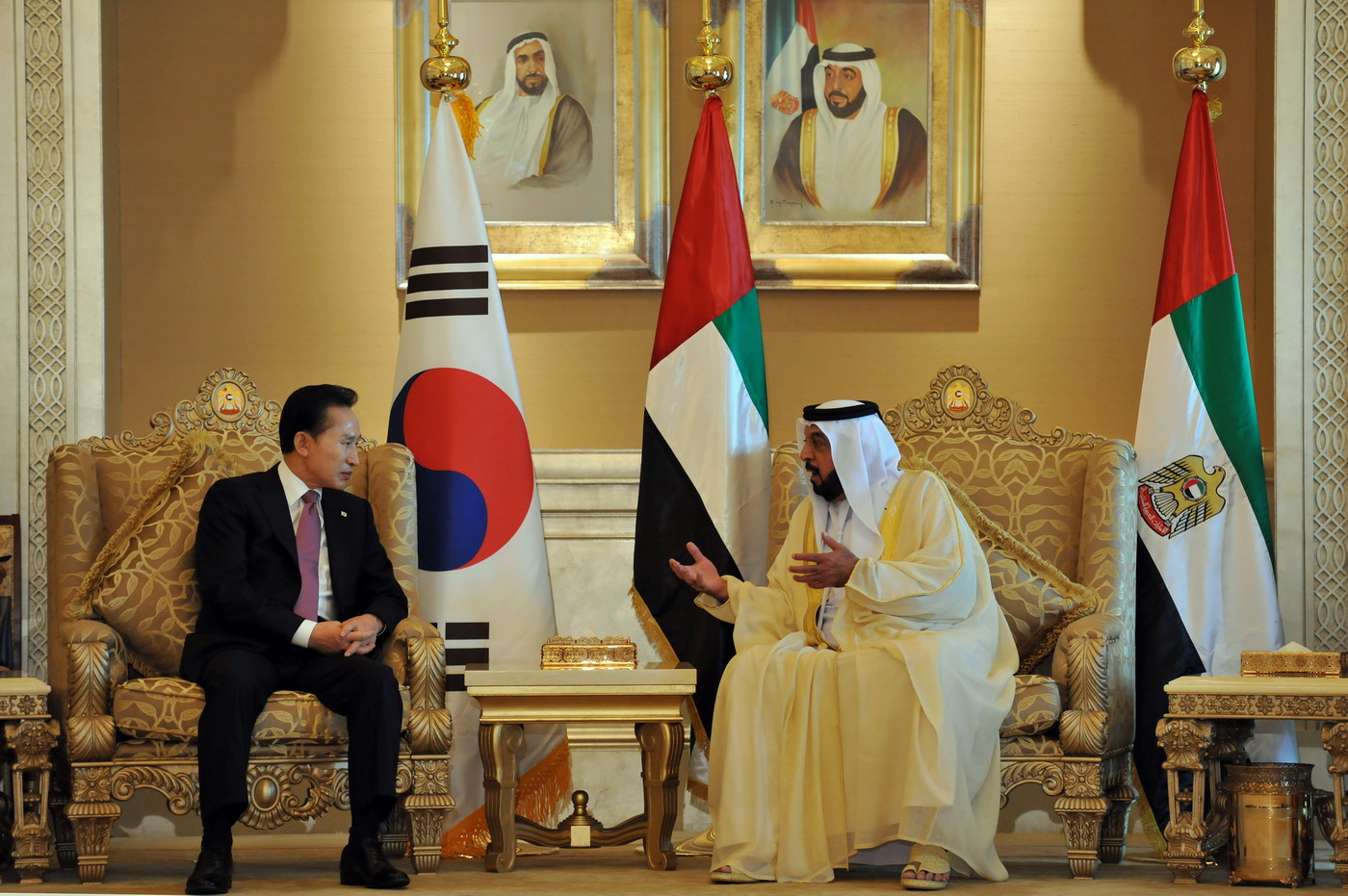
الشيخ خليفة بن زايد يلتقي برئيس كوريا الجنوبية إي ميونغ باك.

في مايو 1976، عُيّن الشيخ خليفة نائبًا للقائد الأعلى للقوات المسلحة لدولة الإمارات العربية المتحدة، في أعقاب القرار التاريخي للمجلس الأعلى للاتحاد بدمج القوات المسلحة تحت قيادة واحدة وعلم واحد، وانصرف جُلَّ اهتمامه إلى جعل المؤسسة العسكرية معهدًا كبيرًا متعدد الاختصاصات يتم فيه إعداد كوادر بشرية مدربة، فأنشأ عدة كليات وأمر بشراء أحدث المعدات والمنشآت العسكرية. وفي نفس السنة أمر بتأسيس جهاز أبوظبي للاستثمار بهدف إدارة الاستثمارات المالية في الإمارة، لضمان توفير مصدر دخل ثابت للأجيال القادمة.
قام الشيخ خليفة بإنشاء دائرة أبوظبي للخدمات الاجتماعية والمباني التجارية المعروفة باسم (لجنة خليفة) في عام 1981، ويقدم القسم قروض البناء للمواطنين، كان المنصب المهم الآخر الذي شغله هو رئاسة المجلس الأعلى للبترول في أواخر ثمانينيات القرن الماضي، وشكّلت عملية تطوير المنشآت البتروكيماوية والصناعية في الإمارات جزءًا من برنامج طويل الأمد، يستهدف تنويع اقتصاد البلاد باعتباره من أولوياته، وفي عام 1991 أسس الشيخ خليفة هيئة القروض لتوفير العقارات لمواطني الإمارة لأغراض السكن والاستثمار على حد سواء، وشغل حتى عام 2006 منصب رئيس مجلس إدارة صندوق أبوظبي للتنمية الذي يشرف على برنامج المساعدات الخارجية الإنمائية لدولة الإمارات.

## توليه مقاليد الحكم
في 2 نوفمبر 2004 توفي والده الشيخ زايد بن سلطان آل نهيان رئيس دولة الإمارات العربية المتحدة وحاكم إمارة أبوظبي عن عمر يناهز 86 عامًا بعد أن حكم دولة الإمارات لمدة 33 عامًا وفي نفس اليوم أصبح الشيخ خليفة حاكماً لإمارة أبوظبي خلفاً لوالده.
وفي 3 نوفمبر 2004 عقد المجلس الأعلى للاتحاد اجتماعاً برئاسة الشيخ مكتوم بن راشد آل مكتوم نائب رئيس الدولة رئيس مجلس الوزراء حاكم إمارة دبي وخلال الاجتماع أنتخب المجلس الشيخ خليفة رئيساً لدولة الإمارات العربية المتحدة بحسب المادة 51 من دستور دولة الإمارات التي تنص على: «ينتخب المجلس الأعلى للاتحاد من بين أعضائه رئيسًا للاتحاد ونائبًا لرئيس الاتحاد، ويمارس نائب رئيس الاتحاد جميع اختصاصات الرئيس عند غيابه لأي سبب من الأسباب».
وبعد تولي الشيخ خليفة الحكم في أمارة أبوظبي تولى شقيقه الشيخ محمد بن زايد آل نهيان منصب ولي عهد إمارة أبوظبي. كما ينص دستور دولة الإمارات العربية المتحدة في المادة 52 على أن مدة الرئيس ونائبه خمس سنوات ميلادية، ويجوز إعادة انتخابهما لذات المنصب، لذا أُعيد انتخاب الشيخ خليفة لفترة رئاسة ثانية في نوفمبر من العام 2009، وثالثة في عام 2014 وفترة رئاسة رابعة في عام 2019.

## السياسة الداخلية والإصلاحات

### بناء الإنسان وإطلاق الطاقات البشرية
ظلت رفاهية المواطن وسعادته من أولويات الشيخ خليفة منذ أن تولى مقاليد الحكم، فقد عرفت دولة الإمارات العربية المتحدة طريقها نحو نهضة تنموية مواكبة للألفية الجديدة من خلال توفير أرقى الخدمات خاصة في قطاعات التعليم والصحة والإسكان والرعاية الاجتماعية وغيرها من المتطلبات الضرورية التي تؤمن للمواطنين الحياة الكريمة والمستقبل الآمن لهم لأبنائهم.
ويعد الشيخ خليفة من القيادات التاريخية المشهود لها بالعطاء والبذل على مدى 45 عامًا من العمل الوطني في خدمة الوطن والمواطن منذ أن شارك وهو في صباه إلى جانب والده الشيخ زايد في مرحلة التأسيس لبناء الوطن ومواكبة مسيرة التقدم في العالم، وأنجز بهمة وكفاءة ودرجة عالية من المسؤولية الوطنية المهام التي أوكلت إليه في مختلف المناصب الرئيسية التي شغلها خلال مراحل بناء نهضة إمارة أبوظبي، ومن ثم دولة الإمارات العربية المتحدة، كما يمتلك الشيخ خليفة تجربة تاريخية ثرية وخبرة واسعة اكتسبها من معايشته وملازمته عن قرب لوالده مؤسس الدولة خلال مختلف مراحل العمل الوطني، يقول الشيخ خليفة في هذه الصدد في حديث صحفي عام 1990:
| خليفة بن زايد آل نهيان | كان والدي المعلم الذي أتتلمذ على يديه كل يوم وأترسم خطاه وأسير على دربه وأستلهم منه الرشد والقيم الأصيلة والتذرع بالصبر والحلم والتأني في كل الأمور | خليفة بن زايد آل نهيان |

| من خطاب الشيخ خليفة لدى استقباله رئيس المجلس الوطني الاتحادي المنتخب وعددًا من أعضائه في 17 يناير 2012: إن العام المنصرم شهد منعطفًا مهمًا في طريق التمكين السياسي وتعميق الممارسة الديمقراطية بانعقاد المجلس الوطني الاتحادي في فصله التشريعي الرابع عشر، فكان نصف أعضائه من العناصر المنتخبة، فيما تبوأت المرأة أكثر من 22 في المائة من مقاعده بما أضفى على التجربة ثراء وحيوية، وما زلنا على عهدنا قبل عامين أن نصل بالتجربة الديمقراطية إلى مقاصدها، بتوسيع نطاق المشاركة وتعزيز دور المجلس الوطني كسلطة تشريعية ورقابية |
| —صحيفة الاتحاد - 1 يناير 2014 |

ففي أول خطاب له بعد توليه مقاليد الحكم في البلاد في الأول من ديسمبر 2004 والذي صادف اليوم الوطني الثالث والثلاثين، تعهد الشيخ خليفة بالعمل بتفان في خدمة الوطن والمواطن لتحقيق المزيد من العزة والرفاهية وبمواصلة العمل في كل الميادين من أجل المحافظة على المكاسب الوطنية وتحقيق المزيد من الإنجازات على طريق تقدم الوطن وسعادة المواطن، يقول الشيخ خليفة: «إن ما وصلت إليه بلادنا من مكانة ورفعة وعزة وما تنعم به من طمأنينة ورخاء، هو ثمرة مسيرة طويلة من الجهد والمثابرة والعمل الشاق الدؤوب قادها فقيدنا الكبير بحكمة وحلم وصبر، إذ رسخ كل ثروات البلاد ونذر حياته لبناء الوطن وتقدمه وتوفير الحياة الكريمة للمواطنين والمقيمين على أرض الدولة حتى أصبحنا على ما نحن عليه اليوم، لقد ترسخت دعائم اتحادنا الشامخ وأصبحت دولة الإمارات العربية المتحدة، والحمد لله، علامة بارزة على تقدم الدول والأمم بما انتهجته من سياسات حكيمة وحققته من منجزات عظيمة وما تنعم به من أمن واستقرار وازدهار وطمأنينة.».
احتلت دولة الإمارات في عهد الشيخ خليفة المركز الثالث عالميًا في مؤشر ثقة المواطنين بالقادة السياسيين فيها من بين 148 دولة في العالم بحسب تقرير التنافسية الدولية للمنتدى الاقتصادي العالمي “دافوس” لعام 2013-2014، كما صنّف تقرير المسح الثاني للأمم المتحدة لمؤشرات السعادة والرضا بين شعوب العالم للعام 2013 دولة الإمارات في المركز الأول عربيًا والرابعة عشرة عالميًا التي حققت السعادة والرضا لمواطنيها.

### برنامج التمكين
أعلن الشيخ خليفة في خطابه في اليوم الوطني الرابع والثلاثين في الأول من ديسمبر 2005، عن برنامج «التمكين» السياسي والاقتصادي والاجتماعي والعلمي والثقافي، وحدد مرحلة التمكين بفتح المجالات كافة أمام المشاركة الشعبية لأبنائه المواطنين وبناته المواطنات، بإعلان تفعيل دور المجلس الوطني الاتحادي وتمكينه ليكون سلطة مساندة ومرشدة وداعمة للسلطة التنفيذية، وليكون أكبر قدرة وفاعلية والتصاقًا بقضايا الوطن وهموم المواطن، يبدأ بتفعيل دوره عبر انتخاب نصف أعضائه.
وتم بالفعل إنجاز هذه المرحلة التاريخية بنجاح بإجراء انتخابات حرة مباشرة لنصف أعضاء المجلس في دورتين متتاليتين في العام 2006 والعام 2011 بمشاركة فاعلة للمرأة –لأول مرة- أسفرت عن فوز مرشحة واحدة في كل دورة. وأكد الشيخ خليفة حرصه على تعزيز دور المجلس ودعمه للمشاركة الفاعلة في تطوير العمل الوطني وبناء دولة القانون والمؤسسات، وترسيخ نهج الشورى بما يتماشى ويراعي خصوصية عادات وتقاليد شعب الإمارات وتراثه ومكونات نسيجه الاجتماعي والثقافي.
كما حدد أهداف مرحلة التمكين في المجالات الأخرى قائلًا: «إننا اليوم على مشارف مرحلة جديدة غايتها تكريس مبادئ سيادة القانون وقيم المساءلة والشفافية وتكافؤ الفرص، وتحقيقا لهذا فإن المرحلة الجديدة تتطلب إعادة بناء وإعادة ترتيب وإعادة تأهيل للنظم والهياكل الحكومية القائمة من حيث بنيتها ووظيفتها». وأضاف: «ولقد شرعنا بالفعل في التهيئة لمرحلة التمكين بسَنِّ التشريعات واتخاذ الإجراءات المنظمة لما هو قائم من الدوائر والمؤسسات والأنشطة والعلاقات بضبط المترهل منها وتقويم المعوجّ ودفع الباطل والتخلص من المُعوق والتحرر من عبء ما انقطع منه الرجاء، وتحسين الإنتاج والخدمات وتوجيه الجهد دعما وتطويرا وتحفيزا للمؤسسات والهياكل والأنشطة والكوادر الواعدة تهيئة للظروف المؤهلة لانطلاق واع نحو آفاق القرن الحادي والعشرين».
وأكد أهمية دور القطاع الخاص في التنمية والنهضة، مشيرًا إلى أنه يستحوذ على 43 في المائة من الاستثمارات المنفذة في الدولة، وخاصة في الصناعات التحويلية والتجارة والعقارات وغيرها. وذكر أن الدولة ستستمر في سياستها المشجعة لهذا القطاع ليتمكن من إنشاء المشروعات القادرة على توفير المزيد من فرص العمل ودفع عجلة الإنتاج، وزيادة الصادرات والإقلال من الواردات، خاصة السلع الاستهلاكية التي يمكن إنتاج مثيلاتها محليًا.

### الإستثمار والبنية التحتية
أمر الشيخ خليفة بزيادة الاستثمارات في المناطق الشمالية من الدولة في قطاع الماء والكهرباء، بهدف الوقوف عن كثب على احتياجات المواطنين من الخدمات الأساسية، والتحقق من التزام المؤسسات الحكومية المعنية بالوفاء بهذه الاحتياجات في مختلف القطاعات، بما في ذلك مشاريع البنية الأساسية. ووجه الشيخ خليفة في هذا الصدد بأن تتولى هيئة مياه وكهرباء أبوظبي بتصدير الطاقة الكهربائية وكميات المياه المطلوبة إلى الهيئة الاتحادية للكهرباء والماء، لتتمكن من توفير احتياجات المواطنين في كافة المناطق الشمالية من الدولة.
كما تعهد الشيخ خليفة في ولايته الثانية بتنفيذ استراتيجيات جديدة طموحة لتعزيز برامج التمكين السياسي والاقتصادي والاجتماعي والثقافي التي كان قد أطلقها في ولايته الأولى. وأعلن في خطابه في اليوم الوطني الثامن والثلاثين في الأول من ديسمبر 2009 عن برامج عمل ورؤى جديدة لمرحلة العمل الوطني المقبلة تقوم على توظيف كامل القدرات الوطنية وتفعيل سياسة التوطين والإحلال والاستمرار في تطوير البنية التحتية في المناطق الأقل نموًا والارتقاء بالخدمات فيها والاستمرار في تطوير عمليات البنية التحتية للاقتصاد الوطني وإصلاح السياسات الاقتصادية والمالية التي تحكم سوق العمل وربط سياسات التعليم والتدريب بسوق العمل، وتعزيز التلاحم المجتمعي بما يرسخ قيم التماسك الأسري والتكافل الاجتماعي والشراكة المجتمعية وإعادة إحياء الدور المحوري للأسرة، وتمكينها في التنشئة والتوعية والضبط والرقابة.

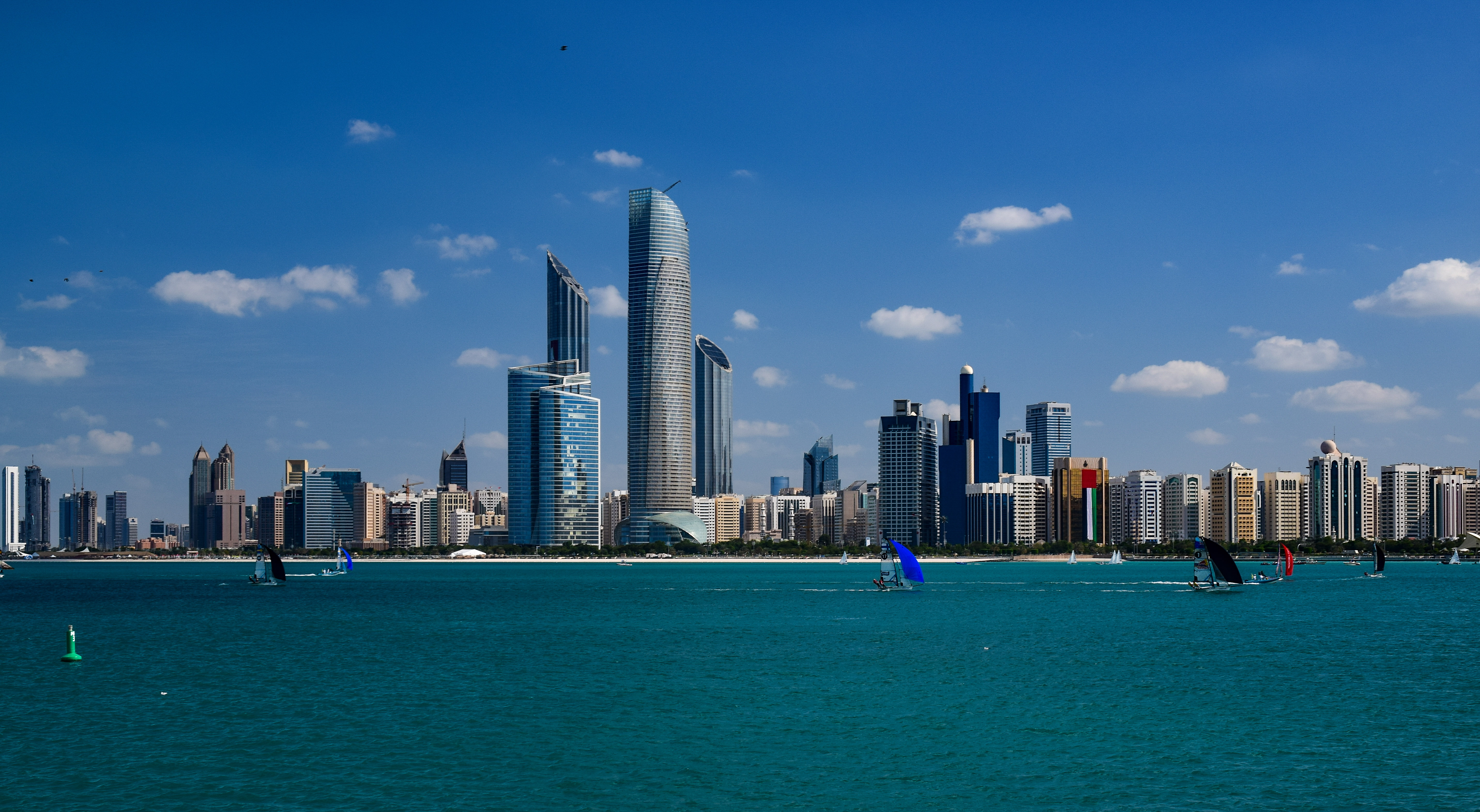
مدينة أبوظبي عاصمة دولة الإمارات العربية المتحدة وتظهر فيها النهضة العمرانية الحديثة.

وحدد الشيخ خليفة بشكل قاطع مقاصد وغايات مرحلة العمل الوطني المقبلة بقوله: «إننا اليوم وبعد مضي خمس سنوات على تولينا مسؤولية رئاسة الدولة على يقين بأن إطلاق الاستراتيجيات وتطوير التشريعات وإنشاء المصانع وتعبيد الطرقات وتأسيس الجامعات، على أولويتها وأهميتها وضرورتها، ليست غاية في حد ذاتها ولا هي مقصد في نفسها.. فالغاية هي بناء القدرة الوطنية، والمقصد هو إطلاق الطاقة البشرية المواطنة وتوجيهها نحو آفاق التميز والإبداع والمنافسة».
وفي كلمته في اليوم الوطني التاسع والثلاثين في الأول من ديسمبر 2010 حدد الشيخ خليفة حزمة من الأهداف والمقاصد التي تعمل الدولة على إنجازها في إطار “مشروع النهضة” في مرحلة العمل الوطني المقبلة. كما حدد الغايات التي تسعى الدولة لتحقيقها في هذه المرحلة، ومن أهمها: الالتزام بالثوابت التي نص عليها دستور الإمارات، وتعزيز الاتحاد والوحدة والتضامن وتحقيق التنمية الاجتماعية وتحسين نوعية الحياة وفق رؤية وطنية شاملة ومستدامة غايتها توفير التعليم الجيد والمسكن اللائق والمستويات العالية من العناية الصحية وتوفير نظام رفاه اجتماعي لجميع المواطنين والارتقاء بالخدمات الحكومية العامة وتنفيذ برامج لتطوير الاقتصاد باتخاذ التخطيط الاستراتيجي منهجًا والتنافسية غايته وتحديث التشريعات وتنظيم سوق العمل ودعم التوطين وتوسيع مشاركة القطاع الخاص وتحقيق التكامل بين كل ما هو اتحادي ومحلي في التخطيط والتنفيذ وتمكين المرأة وحماية الأمومة والطفولة ودعم الشباب ورعاية المسنين والقصر والاهتمام بذوي الاحتياجات الخاصة والنهوض بالمناطق النائية بما يحقق التوازن في التنمية الاقتصادية والاجتماعية على مستوى الدولة والتأسيس لحياة ثقافية مجتمعية غنية تساوي بين المواطنين في الحق والواجب وتتيح لهم فرص المشاركة في صنع السياسات واتخاذ القرارات مع التزام كامل بالتقاليد وقوانين الدولة.

### حقوق المرأة والتوازن بين الجنسين
سار الشيخ خليفة على نهج والده المؤسس الشيخ زايد فيما يتعلق بتمكين المرأة، وسخرت الدولة كل الإمكانيات لتعليمها وصحتها وتطويرها وتقلدها أعلى المناصب، واحتلت حيزًا كبيرًا من اهتمام القيادة، يقول الشيخ زايد مؤسس دولة الإمارات:
| خليفة بن زايد آل نهيان | إنني أشجع عمل المرأة في المواقع التي تتناسب مع طبيعتها وبما يحفظ لها احترامها وكرامتها كأم وصانعة أجيال | خليفة بن زايد آل نهيان |

وعندما تولى الشيخ خليفة مقاليد الحكم استمر الدعم اللامتناهي للمرأة، فتولت المرأة الحقائب وزارية وجلست على المقعد البرلماني وأدارت مؤسسات محلية واتحادية ومثلت الدولة في المحافل الدولية وشاركت في الخدمة الوطنية والقوات المسلحة، وللشيخ خليفة أقوال كثيرة في هذا الصدد فقد قال في إحدى المناسبات:«تجاوزنا في دولة الإمارات التمييز بين المرأة والرجل، فالمعيار هو الكفاءة والقدرة والتميز»، وقال في مناسبة أخرى: «لقد جعلنا تمكين المرأة أولوية وطنية مُلحة، وبفضل هذا التخطيط السليم أصبح لدولتنا سجل متميز في مجال حقوق المرأة، فهي تتمتع بكامل الحقوق وتمارس الأنشطة جميعها من دون تمييز، والأبواب جميعًا مفتوحة أمامها، لتحقيق المزيد من التقدم والتطور». تربعت دولة الإمارات في عهد الشيخ خليفة على قائمة أفضل الدول على مستوى الخليج والشرق الأوسط في مؤشر مقياس تمكين المرأة لعام 2009 الصادر عن برنامج الأمم المتحدة الإنمائي ضمن تقرير التنمية البشرية العالمي.

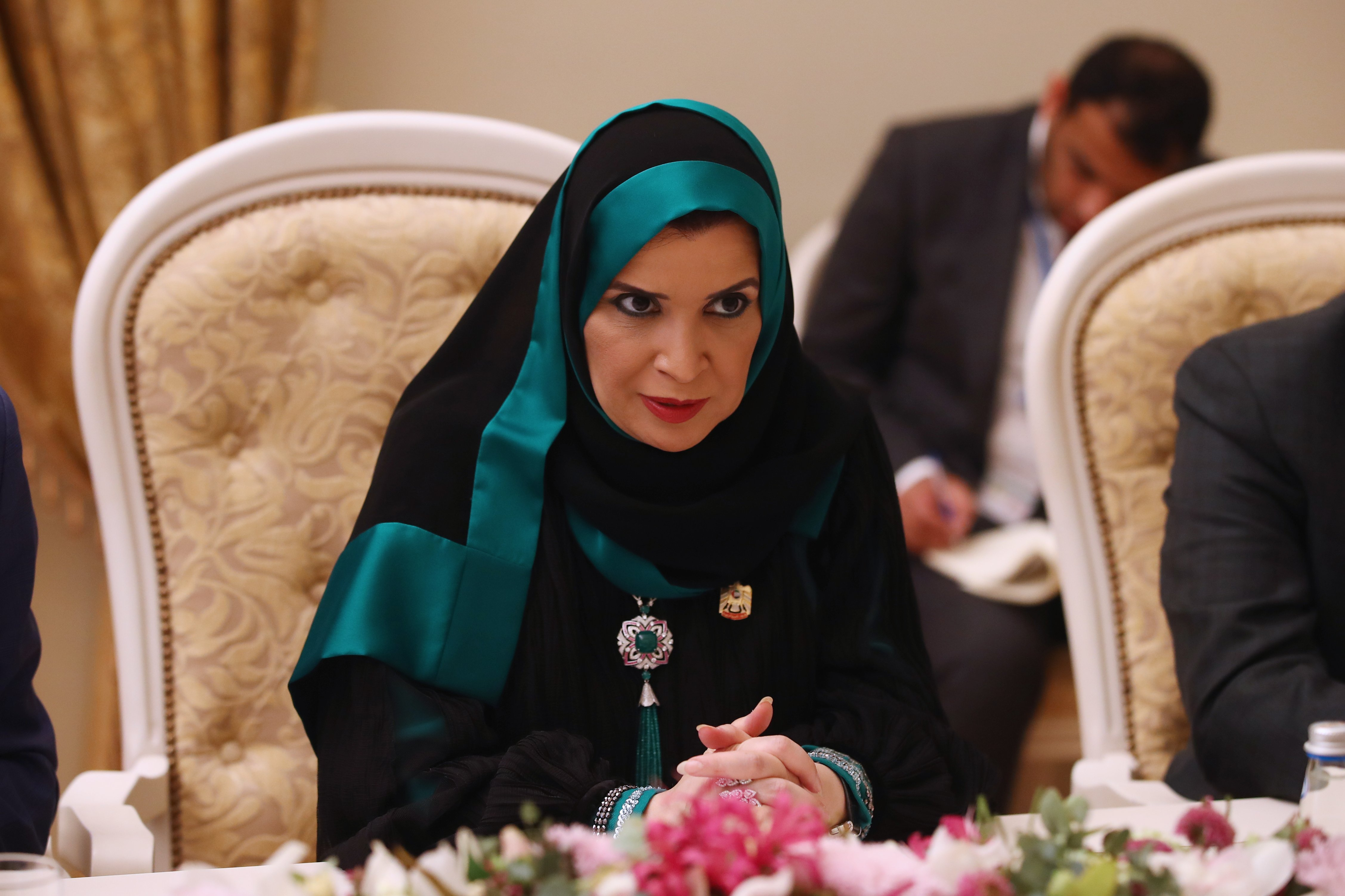
أمل القبيسي أول امرأة في العالم العربي تتولى رئاسة المجلس الوطني الاتحادي في دولة الإمارات.

ينص دستور دولة الإمارات على أن المرأة تتمتع بكامل الحقوق التي يتمتع بها الرجل، كما اشتمل على بنود تؤكد مبدأ المساواة الاجتماعية، وأن للمرأة الحق الكامل في التعليم والعمل والوظائف مثلها مثل الرجل، كما تبنى الدستور كل ما نص عليه الإسلام فيما يخص حقوق المرأة ومسألة توريثها وتمليكها، وهو ما كان معمولًا به قبل قيام الاتحاد، وجاء الدستور ليؤكده.
حققت المرأة الإماراتية النجاح في عهد الشيخ خليفة بجلوسها على كرسي رئاسة البرلمان، فكانت أمل القبيسي أول امرأة في العالم العربي تتولى رئاسة المجلس الوطني الاتحادي، ليشكل ذلك إنجازًا تاريخيًا غير مسبوق على المستوى المحلي والعربي، وتؤكد الدولة نجاح برنامج التمكين السياسي للشيخ خليفة والذي أطلقه في العام 2005، وحقق نتائجه وأهدافه المأمولة في توسيع المشاركة السياسة وتفعيل دور المجلس الوطني الاتحادي وتمكين المرأة في كافة المجالات، وفي خطاب افتتاح الدور الأول من الفصل التشريعي الرابع عشر في عام 2007 قال الشيخ خليفة: «إن ما يميز مجلسكم اليوم هو التواجد القوي للمرأة، الأمر الذي يعكس الثقة اللامحدودة بقدراتها ودورها ومساهماتها الفاعلة في دفع مسيرة العمل الوطني نحو آفاق أرحب وممارسة العمل التنفيذي والتشريعي بكل اقتدار».
استطاعت المرأة الإماراتية أن تحجز لها مقعدًا في الحقل الوزاري، حيث أكمل الشيخ خليفة مسيرة والده الشيخ زايد في منح المرأة الفرصة في تقلد المناصب الوزارية، وساهمت تلك القرارات السيادية في النهوض بالمرأة في وقت قياسي، كما اعتمد الشيخ خليفة التشكيل الوزاري الجديد للحكومة الاتحادية في عام 2017 الذي قدمه الشيخ محمد بن راشد آل مكتوم حيث ارتفع عدد الوزيرات في الحكومة الجديدة إلى 9 من أصل 30 وزيرًا مقارنة بـ 8 وزيرات من أصل 28 وزيرًا في الحكومة السابقة، في حين كان عدد الوزيرات في أول حكومة شكلها الشيخ محمد في فبراير 2006 وزيرتان فقط.

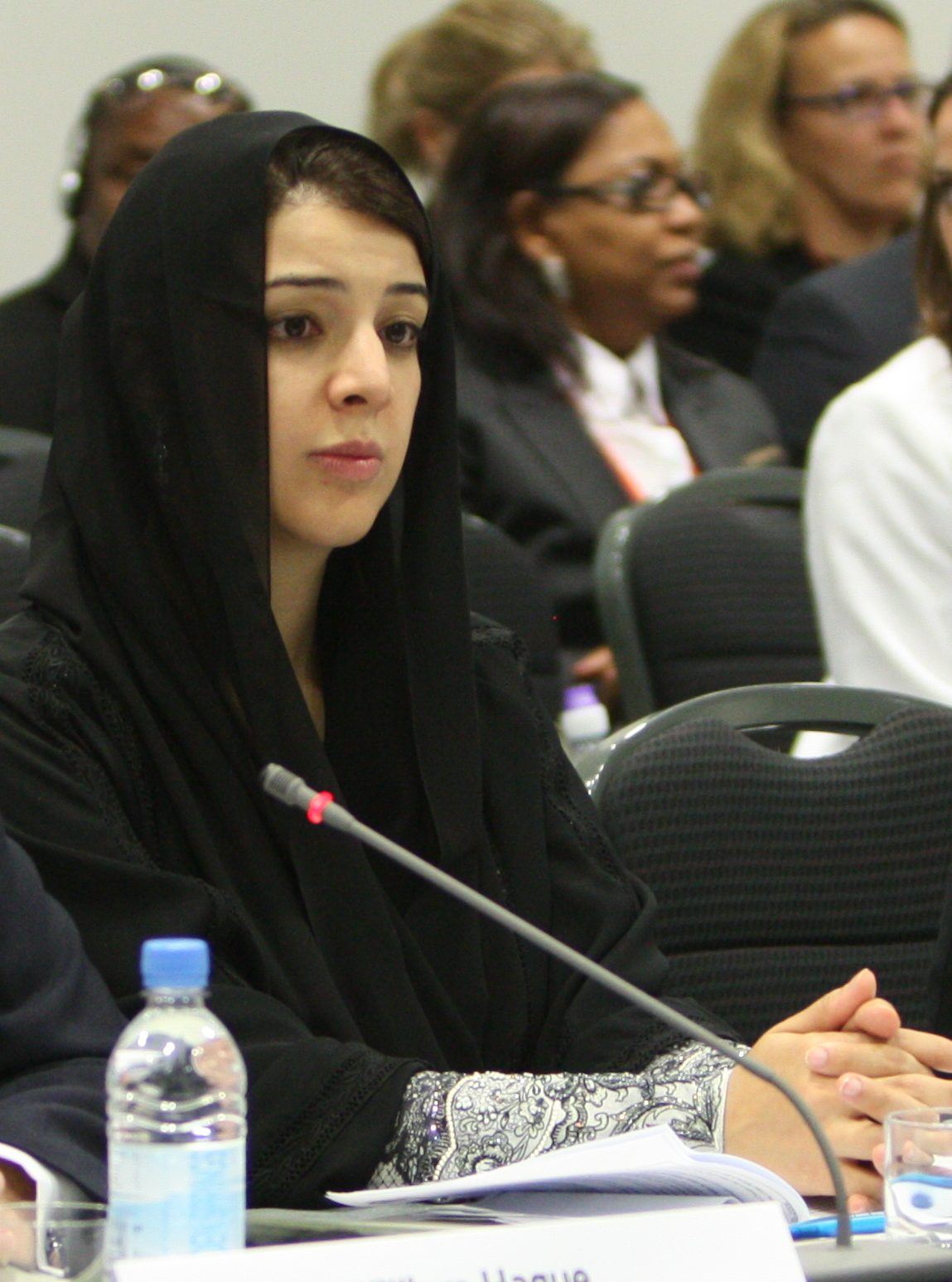
ريم بنت إبراهيم الهاشمي أصغر وزيرة في العالم العربي بعمر 30 سنة عند توليها المنصب عام 2008.

أولت دولة الإمارات أهمية لمشاركة المرأة في السلك الدبلوماسي؛ حيث فتحت الدولة باب تعيين المرأة الإماراتية في وزارة الخارجية كدبلوماسيات واستحدثت تدابير للتوفيق بين المسؤوليات الأسرية والمهنية مكنت بذلك المرأة من العمل في المجال السياسي. أصدر الشيخ خليفة العديد من المراسيم بتعيين النساء في وظائف دبلوماسية فدخلت المرأة الإماراتية في السلك الدبلوماسي بوزارة الخارجية وتم تعيين أربع سفيرات في السويد وإسبانيا وجمهورية الجبل الأسود ومندوبة دائمة للدولة في الأمم المتحدة بالإضافة إلى قنصل في الصين، كما تم تعيين ثلاث دبلوماسيات بمنصب مديرة إدارة داخل ديوان عام وزارة الخارجية وتعيين سبعة أعضاء بالسلك الدبلوماسي بمنصب نائبة لمدير إدارة في ديوان عام الوزارة وتعيين 54 امرأة في منصب رئيس قسم في وزارة الخارجية إضافة إلى عملهن في ديوان عام الوزارة، حيث يبلغ عدد النساء في السلك الدبلوماسي والقنصلي داخل ديوان عام الوزارة 166 امرأة مقابل 29 امرأة تعمل في السلك الدبلوماسي في بعثات دولة الإمارات العربية المتحدة في الخارج إضافة إلى تعيين 96 إدارية في الخدمة المدنية في وزارة الخارجية حيث يوجد أربع إداريات في بعثات الدولة في الخارج.
في يوم تاريخي أصدر الشيخ خليفة مرسومًا اتحاديًا بشأن إنشاء جائزة الشيخة شمسة بنت سهيل للنساء المبدعات، لتكون المرأة الإماراتية شريكة في الإبداع والابتكار ومنافسة قوية، وتهدف الجائزة إلى إبراز المكانة التي تحتلها المرأة في جميع أوجه الحياة بدولة الإمارات وتكريم المبدعات الإماراتيات لدفع عجلة التطور في المجتمع الإماراتي وإثرائه بالتجارب المتميزة المبدعة.
أما في مجال القضاء فقد أصدر الشيخ خليفة قرارًا بتعيين أول قاضية في دولة الإمارات وهي خلود أحمد جوعان الظاهري في وظيفة قاضٍ ابتدائي على الفئة الثالثة بدائرة القضاء في أبوظبي. كما أصدرالشيخ خليفة مرسومًا أميريًا نهاية العام 2007، بتعيين أول وكيلتي نيابة للعمل بدائرة القضاء في الإمارة وهما (عالية محمد سعيد الكعبي وعاتقة عوض علي الكثيري)، وأصدرت دائرة القضاء في أبوظبي قرارًا بتعيين فاطمة سعيد عبيد العواني بوظيفة مأذون شرعي بدائرة القضاء في أبوظبي، وهي أول امرأة تشغل هذا المنصب في دولة الإمارات.
حققت المرأة الإماراتية في عهد الشيخ خليفة إنجازات باهرة في المجال الاقتصادي، وشجعتها الدولة للدخول في قطاع التنمية الاقتصادية، وأن تكون لها مشاريع استثمارية تفيد نفسها ومجتمعها والدولة، وأصبح في دولة الإمارات عدد كبير من سيدات الأعمال ممن يملكن مشاريع صغيرة ومتوسطة ساهمت في دعم الاقتصاد الوطني، بلغ عدد سيدات الأعمال الإماراتيات 23 ألف سيدة يدرن مشروعات تزيد قيمتها على 50 مليار درهم ويشغلن 15% مجالس إدارات غرف التجارة والصناعة في الدولة، وتم تأسيس مجالس سيدات أعمال الإمارات التي انطلقت من العاصمة أبو ظبي ثم في دبي والشارقة وعجمان، ووفرت الإمارات البيئة المثالية لظهور سيدات الأعمال ومضاعفة أعدادهن خلال السنوات القليلة الماضية، من خلال تشجيعهن لدخول عالم المال والأعمال إلى جانب العمل في القطاعات الحكومية والخاصة.
وتأكيدًا على التزام الدولة بحماية حقوق المرأة وتعزيزًا لمبدأ سيادة القانون، أصدر الشيخ خليفة في يناير عام 2021 مرسوما اُلغي بموجبه المادة التي تمنح العذر المخفف فيما يسمى «بجرائم الشرف» بحيث تعامل جرائم القتل وفقًا للنصوص المعمول بها في قانون العقوبات.

### زيادة رواتب موظفي الحكومة الإتحادية
أصدر الشيخ خليفة قرارًا في 3 نوفمبر 2011 بمناسبة اليوم الوطني الأربعين بزيادة رواتب جميع موظفي الحكومة الاتحادية اعتبارًا من مطلع العام 2012 بنسب تراوحت بين 35 و45 في المائة، ومنح علاوة خاصة بنسبة 100 في المائة من الراتب الأساسي لأعضاء السلطة القضائية، وعلاوة فنية بنسبة 10% تضاف إلى علاوة بدل طبيعة العمل للعاملين في وزارة الصحة، وكذلك العاملين في مجال التدريس بوزارة التربية والتعليم، بالإضافة إلى زيادة قدرها 20 في المائة من مخصصات الإعانات الاجتماعية لبعض الحالات التي تحصل على إعانات من وزارة الشؤون الاجتماعية. وذلك في إطار حرصه على توفير كل ما من شأنه تحسين نوعية الحياة للمواطنين والمقيمين وتحقيق الاستقرار لهم ولأسرهم.
كما أصدر الشيخ خليفة قرارًا برفع الحد الأدنى لرواتب المتقاعدين من القوات المسلحة والحكومة الاتحادية إلى عشرة آلاف درهم شهريا اعتبارا من يناير 2012، حيث طبق هذا القرار على أكثر من 21 ألفًا و512 متقاعدًا.

### تجنيس أبناء المواطنات
أمر الشيخ خليفة الوزارات الحكومية والجهات المختصة بمناسبة الاحتفالات باليوم الوطني الأربعين، بأن يعامل أبناء المواطنات المتزوجات من أجانب أسوة بالمواطنين، في لفتة إنسانية نبيلة تعكس حرصه البالغ في رعاية مختلف فئات المجتمع وإتاحة الفرص أمامهم للاندماج بفاعلية في المجتمع، وتحقيق الاستقرار الاجتماعي والأسري الكامل لهم ولأبنائهم، كما أمر بمنح أبناء المواطنات المتزوجات من أجانب الحق في التقدم للحصول على جنسية الدولة حال بلوغهم سن الثامنة عشرة.
وتم تشكيل لجنة لتنفيذ القرار والتي كلفت بدورها وزارة الداخلية بحصر جميع الفئات المستحقة من أبناء المواطنات والمستوفية لشروط اكتساب الجنسية، وإعداد قوائم نهائية بذلك ورفعها إلى وزارة شئون الرئاسة. رفعت اللجنة إلى الشيخ خليفة في شهر يناير 2012 قوائم بأسماء 1117 من أبناء المواطنات ممن استوفوا الشروط التي تؤهلهم لاكتساب جنسية الدولة، وذلك لاستكمال الإجراءات والخطوات القانونية المتبعة، كما رفعت قوائم بدفعة أخرى بأسماء 930 من أبناء المواطنات إلى الشيخ خليفة في شهر أبريل 2012.

### مرسوم مساءلة الوزراء وكبار موظفي الاتحاد
في أغسطس عام 2021، أصدر الشيخ خليفة مرسومًا اتحاديًا بشأن مساءلة الوزراء وكبار موظفي الاتحاد، وذلك عما يقع منهم من أفعال في أداء وظائفهم الرسمية. ويأتي المرسوم في ضوء الجهود الحكومية لتطوير القوانين واللوائح والنظم، التي من شأنها تعزيز الشفافية والنزاهة وسيادة القانون في الحكومة الاتحادية. واحتلت دولة الإمارات، المركز الأول إقليميًا والـ21 عالميًا، على «مؤشر مدركات الفساد» لسنة 2020، والذي تصدره منظمة الشفافية الدولية «ترانسبيرانسي إنترناشونال» الألمانية غير الحكومية المعنية بمكافحة الفساد. ويعكس الترتيب المتقدم للدولة، حرص القيادة على محاربة الفساد بأشكاله كافة، والمبادرات المختلفة التي أطلقتها حكومة الإمارات، للارتقاء بخدماتها بشفافية عالية.

## السياسة الخارجية
في 2 ديسمبر 2005 ألقى الشيخ خليفة خطابًا في الذكرى الرابعة والثلاثين لاتحاد دولة الإمارات العربية المتحدة وضح فيه الخطوط العريضة لسياسة دولة الإمارات العربية المتحدة الخارجية على المستوى الخليجي والعربي والإسلامي والعالمي، ووصف السياسة الخارجية لدولة الإمارات بأنها ترتكز على قواعد ومبادئ وأسس واضحة وثابتة، أساسها الاحترام المتبادل وحسن الجوار، وعدم التدخل في الشؤون الداخلية للآخرين، وإقامة العلاقات على أساس المصالح المتبادلة، وتنمية روح التعاون، وحل المشكلات والنزاعات بالطرق السلمية، والالتزام بالمواثيق العربية والإسلامية والدولية، والوقوف إلى جانب الحق والعدل، والمشاركة في تحقيق الأمن والسلم الدوليين.

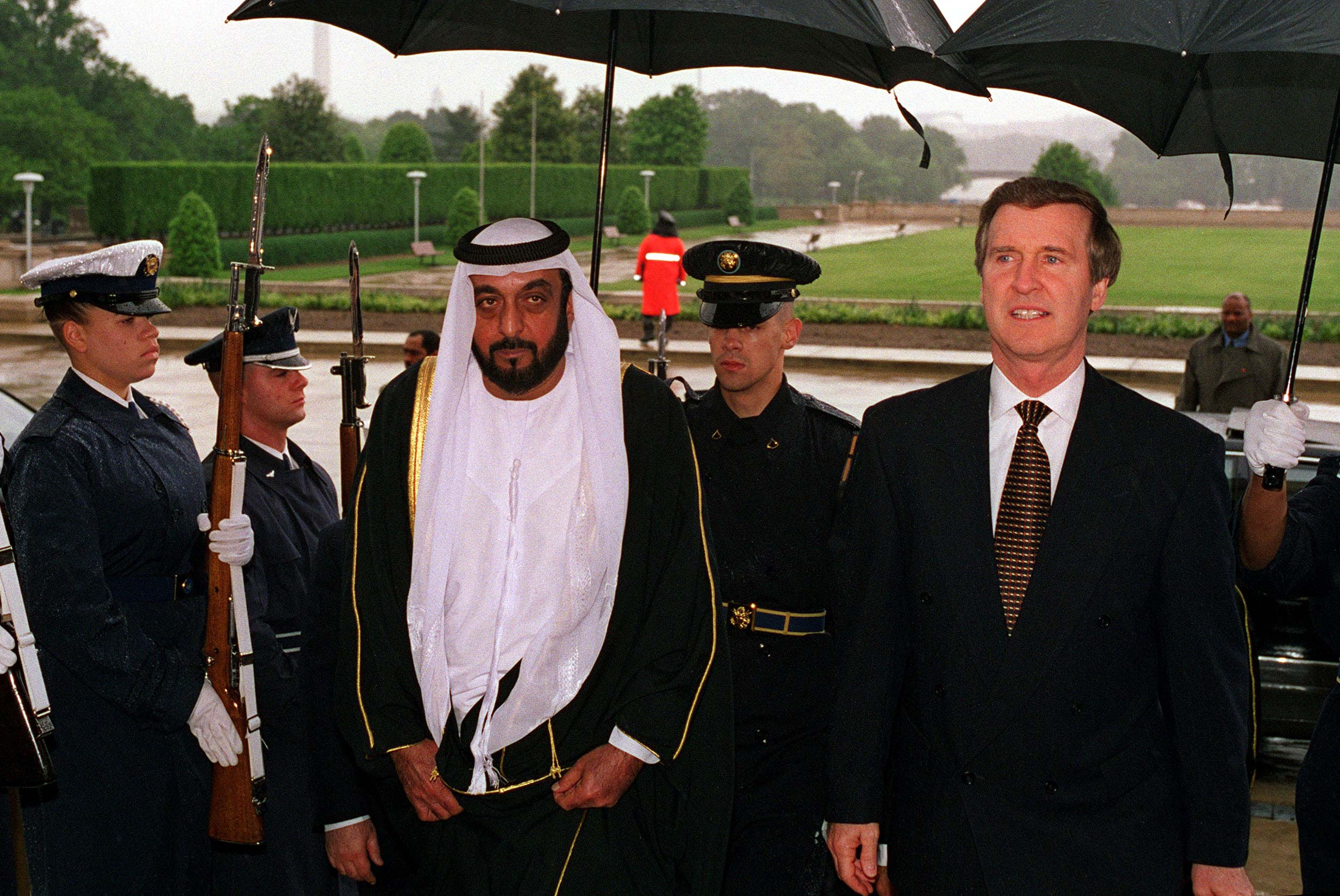
الشيخ خليفة بن زايد يلتقي بوزير الدفاع الأمريكي آنذاك ويليام كوهين في زيارته إلى البنتاغون في 12 مايو 1998.

### مجلس التعاون لدول الخليج العربية
أكد الشيخ خليفة استمراره في التشاور والتنسيق مع قادة الدولة الخليجية، دعما لمسيرة مجلس التعاون لدول الخليج العربية، بزيادة فاعليته في دعم الأمن الإقليمي، وكان الشيخ خليفة قد أيد ودعم جهود تجمع دول الخليج العربية في منظومة واحدة، وقال في حديث لوكالة الأنباء القطرية في 17 يوليو 1976 قبل إعلان قيام المجلس: «إن التعاون بين دول العالم وخاصة في المجالات الاقتصادية سمة من سمات العصر الذي نعيشه الآن ونحن نتطلع ونسعى إلى إنجاح كل الجهود والخطوات التي تبذل في هذا الصدد سواء على المستوى الثنائي أو الجماعي كتوحيد النقد وإنشاء السوق الخليجية والتنسيق بين صناديق التنمية وتعزيز مختلف وسائل النقل بين دول المنطقة لتسهيل ربط بعضها ببعض»
كما صرح في ذات المعنى في حديث لصحيفة الفجر الإماراتية في 15 مايو 1978 أن دولة الإمارات تسعى في سبيل دعم كل الجهود الرامية إلى تحقيق الأمن والاستقرار في الخليج وبلوغ الغايات المرجوة لقيام تعاون أوثق بين أبناء دول المنطقة».
ورحب الشيخ خليفة بميلاد دول مجلس التعاون لدول الخليج العربية وعقد المجلس الأعلى مؤتمره التأسيسي الأول في أبوظبي، وأكد في تصريحات في 25 مايو 1981 أن مؤتمر قمة مجلس التعاون الخليجي يعد ثمرة طبيعية للجهود الخيرة التي بذلها ملوك ورؤساء الدول الست الأعضاء.
شارك الشيخ خليفة كذلك بصورة عملية مباشرة في دعم وتعزيز مسيرة العمل الخليجي المشترك من خلال ترؤسه وفد دولة الإمارات العربية المتحدة بانتظام في اجتماعات القمم التشاورية التي كان مؤتمر القمة التاسعة عشرة لمجلس التعاون لدول الخليج العربية الذي عقد في أبوظبي عام 1998 قد أقر عقدها دوريا بين القمتين السابقة واللاحقة بهدف تواصل اللقاءات بين قادة دول المجلس ومتابعة تنفيذ قرارات القمة السابقة وتبادل الآراء في كل ما من شأنه تعزيز ودفع مسيرة العمل الجماعي الخليجي لتحقيق المزيد من الإنجازات التي تلبي تطلعات وطموحات شعوب دول المجلس.
| أرحب بكم أجمل ترحيب في بلدكم الثاني دولة الإمارات العربية المتحدة وفي عاصمتها أبوظبي التي تشرفت بولادة مجلس التعاون على أرضها قبل ربع قرن من الزمان.. إننا أيها الأخوة ونحن في غمرة الاحتفال بهذا الإنجاز الخليجي الكبير فإننا لا ننسى أن نرفع أيدينا بالدعاء بالرحمة والمغفرة للقادة المؤسسين لهذا البناء الكبير وتركوا بصمات واضحة على مسيرة التعاون والتكاتف بين شعوب ودول مجلس التعاون. إن ما تحقق في مسيرة مجلس التعاون المباركة على مدى خمسة وعشرين عاما يدعو إلى الفخر والإعتزاز إيمانا من الجميع بأن ما يجمع بين دولنا وشعوبنا من مودة وتقارب وتعاون كفيل بأن يزيد من صلابة البيت الخليجي الواحد في زمن لا يرحم المتفرقين والضعفاء. |
| —من خطاب الشيخ خليفة في أفتتاح مؤتمر القمة السادس والعشرين لقادة مجلس التعاون |

وقد عقدت القمة التشاورية الأولى برئاسة الشيخ خليفة في مدينة جدة في 10 مايو 1999 ثم انتظم انعقادها خلال شهر مايو من كل عام. كما أكد الشيخ خليفة في تصريحات أخرى لدى ترؤسه وفد الدولة لاجتماع القمة التشاورية السابعة التي عقدت في 28 مايو 2005 بالرياض والتي صادفت ذكرى مرور 24 عاما على تأسيس مجلس التعاون على أهمية التواصل والتشاور المستمرين بين قادة دول المجلس لوضع لبنات جديدة في وسائل وآليات دفع العمل الخليجي المشترك.
كان الشيخ خليفة قد ترأس وفد الدولة في مؤتمر القمة الخامس والعشرين الذي أطلق عليه «قمة زايد» وعقد في المنامة في 20 و21 ديسمبر 2004 وذلك بعد أن تولى مقاليد الحكم في البلاد خلفا لوالده المؤسس الشيخ زايد بن سلطان آل نهيان، كما ترأس مؤتمر القمة السادس والعشرين لقادة مجلس التعاون الذي عقد يومي 18 و19 ديسمبر 2005 في العاصمة أبوظبي.
وأكد في خطابه بمناسبة اليوم الوطني الرابع والثلاثين لدولة الإمارات في الأول من ديسمبر 2005 حرصه على الاستمرار في التشاور والتنسيق مع قادة الدول الخليجية، وثمن في هذه المناسبة السعي المخلص لقادة دول مجلس التعاون الخليجي في تأكيد حق دولة الإمارات العربية المتحدة في جزرها الثلاث (طنب الصغرى وطنب الكبرى وأبي موسى) التي تحتلها إيران ودعمهم لدولة الإمارات في السعي من اجل وضع آلية للمفاوضات المباشرة مع إيران.
كما شدد الشيخ خليفة في خطابه في اليوم الوطني السادس والثلاثين في الأول من ديسمبر 2007 على ضرورة إبعاد التوتر عن منطقة الخليج وضمان أمنها واستقرارها، مؤكدا أن منطقة الخليج العربي هي موطن ثروات ومركز التقاء مصالح وأن في إبعاد التوتر عنها ضمان أمن واستقرار المنطقة، وأن لكل الدول الحق في الاستخدامات السلمية للطاقة النووية، مطالبا في الوقت نفسه بإخضاع البرنامج النووي لجمهورية إيران الإسلامية لشروط الأمن والسلامة الدوليين وداعيا المجتمع الدولي للتعامل مع هذه المسألة بعدالة تكفل إخضاع المنشآت النووية الإسرائيلية بالمثل للإشراف والرقابة الدوليين».
يذكر أن دولة الإمارات كانت قد استضافت برعاية الشيخ خليفة أولى المناورات الخليجية المشتركة التي جرت على أراضيها خلال شهري أكتوبر ونوفمبر 1983، ووصف الشيخ خليفة المناورات التي أطلق عليها اسم «مناورات درع الجزيرة» بأنها كانت إنجازَا رائعَا تحقق به ميلاد قوة التحرك السريع لدول الخليج العربية.

### الدول العربية
لطالما أكد الشيخ خليفة على دعمه للعمل العربي المشترك من خلال جامعة الدول العربية ومؤسساتها ومنظماتها المتخصصة، وحرصه على تعزيز علاقاتنا الثنائية مع كل الدول العربية. أكد الشيخ خليفة في خطابه على وحدة العراق أرضا وشعبا، وعبر عن عميق الألم والقلق من استمرار تدهور الأوضاع الأمنية واستمرار التفجيرات وأعمال العنف والإرهاب والخطف والقتل التي تستهدف الأبرياء، كما أبدى تفاؤله بالنجاح الذي حققه الاجتماع التحضيري لمؤتمر الوفاق الوطني واعتبره مخرجا وسبيلا لبناء العراق الجديد والحفاظ على وحدة أراضيه.
وفيما يتعلق بالقضية الفلسطينية، فقد ذكر الشيخ خليفة أنه يتابع باهتمام الانسحاب الإسرائيلي من قطاع غزة، ويتطلع إلى أن يكون هذا الانسحاب خطوة تتلوها خطوات للانسحاب من كافة الأراضي الفلسطينية والعربية المحتلة، لتمكين الشعب الفلسطيني من بناء دولته المستقلة وعاصمتها القدس في إطار مبادئ الشرعية الدولية وقراراتها ومبادرات السلام الدولية وفي مقدمتها خطة خارطة الطريق ومبادرة السلام العربية اللتان تعدان الإطار الحقيقي للسلام العادل والشامل للقضية الفلسطينية وحل النزاع في منطقة الشرق الأوسط. أكد الشيخ خليفة أيضا أن مبادرة دولة الإمارات في بناء مدينة في رفح على أنقاض إحدى المستعمرات الإسرائيلية ساهمت في تخفيف المعاناة عن أبناء الشعب الفلسطيني إلى جانب المشاريع العديدة السابقة التي قامت بها دولة الإمارات في الأراضي الفلسطينية.
كما بارك الشيخ خليفة الجهود البناءة التي بدأت ظهرت في السودان بتوقيع اتفاق السلام ووقف الاقتتال، وأكد على مساندته لجميع الجهود المبذولة عربيا ودوليا، لإعادة تعمير ما دمرته الحرب متمنيا للأشقاء في السودان دوام الأمن والسلام والازدهار.

## الإنجازات والمبادرات المحلية
أطلق الشيخ خليفة العديد من المبادرات والقرارات التي تهدف إلى تحسين جودة الحياة للوطن والمواطن، وتحقق الأولويات العليا للدولة، وأهدافها التنموية المستدامة.
عام الابتكار
أقر مجلس الوزراء بتوجيهات من الشيخ خليفة عام 2015 عامًا للابتكار، ووجّه كافة الجهات الاتحادية للقيام بتكثيف الجهود ومراجعة السياسات الحكومية بهدف خلق بيئة محفزة للابتكار تصل بدولة الإمارات للمراكز الأولى عالميًا. وتهدف هذه المبادرة إلى دعم جهود الحكومة الاتحادية وجذب المهارات الوطنية وزيادة البحوث المتميزة وتعزيز الجهود لبناء كادر وطني قادر على قيادة الدولة نحو مزيد من التقدم والازدهار والابتكار.
عام القراءة
وجّه الشيخ خليفة بأن يكون 2016 عامًا للقراءة، إيمانًا منه بأن تغيير مسار التنمية نحو اقتصاد معرفي قائم على العلوم والتكنولوجيا والابتكار يتطلب تنشئة جيل قارئ ومدرك ومواكب لتطورات العالم من حوله ومُلمّ بأفضل الأفكار وأحدث النظريات. فأطلق (برنامج خليفة لتمكين الطلاب) برعاية الشيخ سيف بن زايد آل نهيان مبادرة «أقدر»، لتعزيز المهارات القرائية بما يخدم عام القراءة والتوجيهات العامة للدولة الرامية إلى ترسيخ مكانتها الدولية في مجالي الإبداع والابتكار.
عام الخير
تبنت دولة الإمارات منذ تأسيسها منهجية العطاء الإنساني وتقديم الخير للجميع دون مقابل، لذلك كان اختيار الشيخ خليفة بأن يكون 2017 عامًا للخير في الإمارات.
عام زايد
أعلن الشيخ خليفة أن عام 2018 في دولة الإمارات سيحمل شعار «عام زايد»، ليكون مناسبة وطنية تقام للاحتفاء بالقائد المؤسس بمناسبة ذكرى مرور 100 سنة على ميلاده، وذلك لإبراز دوره في تأسيس وبناء دولة الإمارات إلى جانب إنجازاته المحلية والعالمية.
عام التسامح
أعلن الشيخ خليفة عام 2019 في دولة الإمارات عامًا للتسامح، ويهدف هذا الإعلان إلى إبراز دولة الإمارات عاصمة عالمية للتسامح، وتأكيد قيمة التسامح باعتبارها امتدادًا لنهج زايد مؤسس الدولة، وعملًا مؤسسيًا مستدامًا يهدف إلى تعميق قيم التسامح والحوار وتقبل الآخر والانفتاح على الثقافات المختلفة.
إحلال المساكن القديمة
عرف عن الشيخ خليفة على نحو منتظم إصداره توجيهات لبناء وإصلاح منازل المواطنين، ففي الثاني من ديسمبر 2012، أعلن عن إطلاق مشروع إسكاني متكامل جديد يستهدف بناء عشرة آلاف وحدة سكنية على امتداد إمارات الدولة ومناطقها ووجّه بمتابعة سرعة تنفيذ إحلال المساكن القديمة لكافة المواطنين في إمارات الشارقة، ورأس الخيمة، وعجمان، وأم القيوين، والفجيرة، التي بُنيت قبل سنة 1990، وذلك لضمان حصول المواطنين على مساكنهم الجديدة، وانتفاعهم بها في أقرب وقت ممكن، وبلغ عدد الوحدات السكنية التي تم حصرها 12500 مسكن بتكلفة تقدر بـ 10 مليارات درهم (2,7 مليار دولار أمريكي).
معالجة الديون المتعثرة
في 2 ديسمبر 2011، أمر الشيخ خليفة بإنشاء صندوق معالجة الديون المتعثرة بمناسبة اليوم الوطني الـ40 لدولة الإمارات، وحدد للصندوق رأس مال أوليًا قيمته 10 مليارات درهم ليتولى دراسة ومعالجة قروض المواطنين المتعثرة.
وأجرى الصندوق بالتعاون مع المصرف المركزي مسحًا شاملًا لمديونيات المواطنين المتعثرة، ووقع اتفاقيات مع عدد من البنوك بشأن آليات تسوية هذه القروض، وتمكن الصندوق من معالجة وتسوية كافة قضايا القروض الشخصية المتعثرة للمواطنين ممن تقل مديونياتهم عن مليون درهم، سواء كانوا موقوفين على ذمة قضايا أو صدرت بحقهم أحكام ويقومون بتسوية مديونياتهم عبر جداول تسديد حددتها المحاكم. وبلغ عدد المواطنين المستفيدين ستة آلاف و830 مواطنا بإجمالي مبالغ متصلة بتسوية مديونياتهم تصل إلى حوالي ملياري درهم حيث تم الإفراج عن الموقوفين منهم وتسوية ديون من بحقهم أحكام سداد، وذلك وفقًا لآلية تسديد محددة.
مبادرة أبشر
في 2 نوفمبر عام 2011 أعلن الشيخ منصور بن زايد في احتفال حاشد عن مبادرة “أبشر” التي أطلقها الشيخ خليفة لتعزيز مشاركة الكوادر الوطنية في سوق العمل، بحيث ستوفر هذه المبادرة أكثر من 20 ألف فرصة عمل للمواطنين بالقطاعين العام والخاص في السنوات الخمس القادمة. وحظي برنامج “أبشر” لخلق فرص عمل للمواطنين الذي تتولى وزارة شؤون الرئاسة تنفيذه، بتجارب كبيرة من قبل المؤسسات المستهدفة، وتمكن من توقيع مذكرات تفاهم مع نحو 40 مؤسسة تعهدت بتوفير أكثر من 20 ألف فرصة عمل للمواطنين في السنوات الخمس المقبلة.

## الشؤون الإسلامية والدينية
تُعد دولة الإمارات حاضنة لقيم التسامح والسلم والأمان والتعددية الثقافية، حيث تضم أكثر من 200 جنسية تنعم بالحياة الكريمة والاحترام. كفلت قوانين دولة الإمارات للجميع العدل والاحترام والمساواة، وجرمت الكراهية والعصبية، وأسباب الفرقة والاختلاف. تعتبر دولة الإمارات شريكًا أساسيًا في اتفاقيات ومعاهدات دولية عدة ترتبط بنبذ العنف والتطرف والتمييز، وأصبحت عاصمة عالمية تلتقي فيها حضارات الشرق والغرب لتعزيز السلام والتقارب بين الشعوب كافة، وتحتضن الدولة عدة كنائس ومعابد تتيح للأفراد ممارسة شعائرهم الدينية، ولدى الدولة مبادرات دولية عدة ترسخ الأمن والسلم العالمي، وتحقق العيش الكريم للجميع. الاعتراف الرسمي بكافة الطوائف المسيحية موجود منذ زمن في الدولة، فللمسيحيين حرية العبادة وأداء الشعائر الدينية، حيث تتواجد في الإمارات كافة الكنائس المسيحية منها الشرقية مثل الكنائس الأرثوذكسية الشرقية والكنائس المسيحية الغربية مثل البروتستانتية والكنيسة الرومانية الكاثوليكية.
يؤمن الشيخ خليفة إيمانًا راسخًا بقيم التسامح والاعتدال والتعايش الثقافي والحضاري ونبْذ عوامل الفرقة والتعصب بين الشعوب، مما جعل من مجتمع دولة الإمارات نموذجًا رائدًا للسماحة والتعايش الإنساني واحترام قيم وعقائد الآخرين وثقافاتهم، كما عبّر رئيس الفريق العربي للحوار الإسلامي المسيحي عن تقديره لما تقوم به دولة الإمارات بقيادة الشيخ خليفة من دور في دفع الحوار بين مختلف الثقافات والأديان، مؤكدا أن اعتماد الحوار والانفتاح على الآخر يعزّز الاستقرار ويضمن الأمن.
وأشاد الأمام أحمد الطيب شيخ الأزهر، في تصريحات في 10 مارس 2012 بالقاهرة، بتجربة دولة الإمارات بقيادة الشيخ خليفة في العيش والسلام والاستقرار، لافتًا إلى أن احتضان دولة الإمارات لأكثر من 190 جنسية عربية وإسلامية وصديقة وعدة عقائد وديانات في وطن واحد، مؤشرات إيجابية لابد من الوقوف عندها وقفة إجلال واحترام وتقدير. قدم الشيخ خليفة دعمًا للأزهر الشريف بقيمة 155 مليون درهم لتمويل المشروعات والبرامج التي ينفذها، وذلك تقديرًا واعتزازًا منه بالدور الذي يلعبه الأزهر كمرجعية وسطية لشرح وتأكيد المبادئ الإسلامية القائمة على قيم التسامح وروح الوسطية.
وبموجب مذكرة تفاهم تم التوقيع عليها في 4 يوليو 2012 بمقر مشيخة الأزهر بالقاهرة ووزارة شؤون الرئاسة، مولت دولة الإمارات إنشاء مكتبة جديدة للأزهر الشريف تليق بمكانته وما تحويه مكتبته من نفائس المخطوطات التي تبلغ 50 ألف مخطوطة، وكذلك المطبوعات على أحدث النظم المكتبية العالمية، بالإضافة إلى تجهيز تأمين مقتنيات المكتبة الحالية من خلال أحدث نظم المراقبة والتأمين الإلكترونية، وكذلك تمويل مشروع سكن لطلاب الأزهر يتناسب واحتياجات النمو في أعداد الطلبة الدارسين فيه.
في نوفمبر عام 2021؛ أصدر الشيخ خليفة بصفته حاكمًا لإمارة أبوظبي، قانونًا بتنظيم مسائل الأحوال الشخصية لغير المسلمين في الإمارة، والذي يهدف إلى توفير آلية قضائية مرنة ومتطورة للفصل في منازعات الأحوال الشخصية الخاصة بغير المسلمين، بما يعزز مكانة الإمارة وتنافسيتها عالميا. كما إصدر الشيخ خليفة في يوليو عام 2015 قانون مكافحة التمييز والكراهية الذي يحظر الإساءة إلى الذات الإلهية أو الأديان أو الأنبياء أو الرسل أو الكتب السماوية عبر مختلف وسائل وطرق التعبير.
وثمنت الكنيسة القبطية الأورثوذكسية بأبوظبي مكارم دولة الإمارات العربية المتحدة بقيادة الشيخ خليفة والحنوّ على أبناء الجاليات المسيحية، والسماح لهم ببناء الكنائس ودور العبادة الخاصة بهم لممارسة شعائرهم الدينية بكل حرية وأمان، أسوة بإخوانهم المسلمين.
وأكد القمص إسحاق الأنبا ييشسوى راعي كاتدرائية القديس الأنبا انطونيوس للأقباط الأرثوذكس المصريين بأبوظبي في الاحتفال بمناسبة شهر رمضان في 12 أغسطس 2012 أن سياسة التسامح الديني والتآخي التي تنتهجها الإمارات والتي أرسى قواعدها الشيخ زايد بن سلطان وسار على نهجها الشيخ خليفة، قد أعلت من شأنها وسط الأمم وجعلتها في مقدمة الدول المحبة والراعية للسلام والأمن العالميين، في وقت يشهد فيه العالم موجات من الغليان والتعصب والانفلات الأمني والاحتقان الطائفي.
تضم العاصمة الإماراتية أبو ظبي العديد من الكنائس أبرزها كنيسة القديس جوزيف، وكنيسة القديس بولس، والكنيسة الإنجيلية، والكنيسة الأرمنية، وكنيسة القديس نيكولاس، وكاتدرائية النبي إلياس الأرثوذكسية، وكنيسة القديس أندرو، وكنيسة القديس جورج، والكنيسة القبطية الأرثوذكسية، وفي المجمل فإن هناك 45 كنيسة على أرض دولة الإمارات العربية المتحدة. تبرع الشيخ خليفة أيضا بقطعة أرض لإنشاء كاتدرائية النبي إلياس في منطقة المصفح والتي افتتحت عام 2018.
كما أمر الشيخ خليفة في عام 2005 بإنشاء (دار زايد للثقافة الإسلامية) وهي مؤسسة ثقافية إسلامية تهتم بتوفير العناية اللازمة للمسلمين الجدد وتقديم الرعاية الاجتماعية والأسرية لهم، وتفعيل أسلوب التعايش مع المجتمع المسلم، وتعريف المهتمين بالإسلام على حقيقته وجوهره، ونشر روح التسامح والتعايش مع الآخرين.
كان الشيخ خليفة قد دعا في العام 2006 إلى تنظيم مؤتمر دولي ترعاه الأمم المتحدة، يهدف إلى تعزيز التفاهم بين الحضارات وإرساء قواعد التسامح، مؤكدًا رفضه لمحاولات الاتهامات الباطلة وإلصاق تهمة الإرهاب بالإسلام. كما وجه بأن يكون عام 2019 عامًا للتسامح في دولة الإمارات العربية المتحدة.
يذكر أن الشيخ خليفة كان قد تسلم جائزة شخصية العام الإسلامية التي تنظمها جائزة دبي الدولية للقرآن الكريم في دورتها الخامسة عشرة من الشيخ محمد بن راشد آل مكتوم نائب رئيس الدولة رئيس مجلس الوزراء حاكم دبي تقديرا لجهوده في نشر قيم التسامح بين أتباع الطوائف والتعايش السلمي وأبراز الصورة الحقيقية للإسلام. كما أعلن في الحفل عن إصدار مصحف يسمى «مصحف الشيخ خليفة بن زايد آل نهيان»، واتخاذ كل الإجراءات بطباعة وتوزيع مليون نسخة من هذا المصحف ابتغاء الأجر والثواب للشيخ خليفة.

## الأعمال الإنسانية والخيرية
مؤسسة خليفة بن زايد آل نهيان للأعمال الإنسانية
يُعد الشيخ خليفة من رواد العمل الإنساني والعطاء السخيّ، من خلال مبادراته العديدة ومجالات العمل الخيري والإنساني، ويؤمن الشيخ خليفة بأن العمل الإنساني مسئولية أخلاقية وواجب يجسد التعاضد والتآزر بين الشعوب والأمم.
وانطلاقًا من هذه الرؤية أصدر الشيخ خليفة في يوليو 2007 قانونًا بتأسيس (مؤسسة خليفة بن زايد آل نهيان للأعمال الإنسانية)، لتكون منظمة عون رائدة لخدمة الإنسانية على المستوى العالمي، وتتركز استراتيجيتها في تقديم المساعدات في مجالي الصحة والتعليم محليًا إقليميًا وعالميًا، ووصلت مساعدات المؤسسة منذ نشأتها لأكثر من 87 دولة حول العالم.
توفر المؤسسة الدعم لمشاريع التعليم المهني في دول المنطقة، والاحتياجات الصحية المتعلقة بسوء التغذية، وحماية الأطفال ورعايتهم، إضافة إلى توفير المياه الآمنة عالميًا، كما تساهم  في توفير البنى التحتية الأساسية مثل المدارس، والمستشفيات، للمجتمعات الفقيرة والمحتاجة، تقوم المؤسسة بتمويل وتنفيذ المشاريع التنموية المستدامة التي تستهدف الدول والمجتمعات والفقيرة، كذلك تلبي النداءات الإنسانية التي تصدر عن الأمم المتحدة، والمنظمات الدولية خلال الكوارث والأزمات، واستطاعت المؤسسة وخلال ثماني سنوات تنفيذ حوالي 40 إغاثة طارئة في العديد من الدول حول العالم، والتي استفاد منها ملايين من البشر.
كما ذكر بيتر فورد المفوض العام لوكالة غوث وتشغيل اللاجئين الفلسطينيين التابعة للأمم المتحدة «الأونروا» أن مؤسسة خليفة بن زايد آل نهيان الإنسانية، واحدة من أكثر مقدمي الدعم للوكالة في المنطقة، وأنها تُعد الداعم الحقيقي للاجئين الفلسطينيين في غزة، من خلال المبادرات الإنسانية التي تتبناها لمساعدتهم سكان القطاع على تجاوز المحن التي يعانون منها.
استئصال شلل الأطفال في باكستان
أطلق الشيخ خليفة مبادرة لتطعيم ملايين الأطفال الباكستانيين، حيث إعطيت اللقاحات ضد شلل الأطفال في 66 منطقة من المناطق ذات الخطورة العالية في إقليم بلوشستان، وإقليم خيبر بختونخوا، وإقليم المناطق القبلية فتح، وإقليم السند بجمهورية باكستان الإسلامية، ومن خلال حملة الإمارات ضد شلل الأطفال، قدمت الدولة نحو 116,177,794 مليون لقاح لأطفال باكستان ممن تقل أعمارهم عن خمس سنوات، وذلك من يناير 2014 وحتى نهاية مايو 2016.
المساعدات الإنسانية
يعرف عن الشيخ خليفة مده يد العون لكل محتاج ومساهماته الإنسانية التي لا تنقطع ودعمه للمحتاجين في جميع أنحاء العالم، وقد حققت دولة الإمارات العربية المتحدة في عهده قفزة تاريخية في مجال منح المساعدات الخارجية، الأمر الذي صعد بها من المركز الـ 19 في عام 2012 إلى المركز الأول في عام 2013 من خلال زيادة المساعدات الإماراتية الرسمية بنسبة 375% خلال عام 2013 بالمقارنة مع عام 2012 والتي بلغت 2,5 مليار دولار أميركي حسب إحصاءات منظمة التعاون الاقتصادي والتنمية.
| إن الدبلوماسية الإنسانية هي أحد الأعمدة الرئيسية لسياستنا الخارجية، وإن دولتنا ستستمر في الاضطلاع بدورها المحوري في مساندة الجهود الدولية لمواجهة الأزمات والكوارث وتلبية نداءات الاستغاثة، وأن تستمر نموذجًا عالميًا يحتذى في تقديم الاستثمارات والمِنح والقروض الميسرة للدول النامية، بما يحقق لها نموًا اقتصاديًا مستدامًا ويوفر لها الاستقرار، ويضمن لأبنائها المزيد من فرص العمل. ومن منطلق مسؤوليتنا ومتابعتنا للأوضاع الإنسانية الصعبة في العديد من مناطق العالم، فإن المبادرات الإماراتية في مجال العمل الخيري أصبحت، لتعددها ونطاق انتشارها، مكونًا أساسيًا من مكونات عملنا الخارجي.. فإلى جانب مبادرات الإغاثة العاجلة للتخفيف عن المنكوبين من ضحايا الكوارث الطبيعية والحوادث المأساوية والأزمات الطارئة عملنا على تحويل العمل الخيري الإماراتي إلى عمل مؤسسي حتى يكون لهذا العمل الفعالية وطابع الاستدامة |
| —الشيخ خليفة بن زايد آل نهيان |

كما أعلن الشيخ خليفة عن العديد من المبادرات الشخصية الرائدة والمِنح لدعم اقتصاديات الدول النامية وتعزيز مرافق الخدمات فيها، وتضمنت بناء المستشفيات والمراكز والمدارس والجامعات والمساجد ودور رعاية الأيتام وذوي الاحتياجات الخاصة ومشاريع المياه والكهرباء والبنية الأساسية والتطوير، والتي تم إنجاز العديد منها، وشملت العشرات من الدول من بينها سلطنة عمان والبحرين ومصر والمغرب وفلسطين وجيبوتي وسوريا ولبنان واليمن والصومال وسيشيل والسنغال وكازاخستان وباكستان وأفغانستان وإندونيسيا والولايات المتحدة الأمريكية والمملكة المتحدة وهاييتي وفيتنام وتركمانستان والصين والفليبين، وغيرها من الدول على امتداد العالم.
وقد ثمنت العديد من المنظمات الدولية المعنية بالعمل الإنساني المبادرات الإنسانية الرائدة التي أمر بتنفيذها الشيخ خليفة خاصة تلك المتعلقة بدعم الأشقاء في اليمن وسوريا ومصر وفلسطين والصومال وباكستان، وثمنت المفوضية السامية لشئون اللاجئين في الأردن مبادرات الشيخ خليفة والمساعدات التي قدمتها دولة الإمارات لدعم ومساندة اللاجئين السوريين في الأردن.
وشملت مبادرات الشيخ خليفة إطلاق وتنفيذ عدد من المشاريع الإنسانية الحيوية على امتداد العالم، منها مستشفى الشيخ خليفة بن زايد آل نهيان التخصصي للأمومة والطفولة في جمهورية كازاخستان، ومستشفى الشيخ خليفة بن زايد آل نهيان التخصصي بالدار البيضاء بالمملكة المغربية، ومستشفى مركزي في جزيرة سقطرى في الجمهورية اليمنية، وعيادة صحية في جمهورية فيتنام الاشتراكية، وغرفة عمليات للجراحات الدقيقة بمستشفى الدمرداش بالقاهرة، ومشروع التحصين الغذائي الذي تنفذه مؤسسة خليفة بن زايد آل نهيان للأعمال الإنسانية بالتعاون مع مؤسسة جين العالمية في أفغانستان والذي يستهدف 15 مليون أفغاني هم نصف سكان البلاد، ومركز الشيخ خليفة بن زايد آل نهيان للتعليم المهني بالسنغال، ومركز خليفة بن زايد آل نهيان للتمريض في المالديف، ومدرسة الشيخ خليفة بن زايد آل نهيان في منطقة بيت لاهيا شمال قطاع غزة، ومركز الشيخ خليفة للتعليم المهني في صيدا للبنات، ومسجد الشيخ زايد في أفغانستان ضمن مشاريع إعادة إعمارها، ومسجد الشيخ زايد بن سلطان آل نهيان في أكسفورد، ودعم مركز كارتر بمبلغ 10 ملايين دولار في حملته لاستئصال ما تبقى من حالات مرض دودة غينيا على مستوى العالم بحلول العام 2015، عدا المساعدات الإغاثية والإنسانية العاجلة التي قدمها الشيخ خليفة للمتضررين من الكوارث الطبيعية في نحو 70 بلدًا في العالم، من بينها باكستان وإندونيسيا وتركيا والفلبين وضحايا النزاعات المسلحة في الصومال وسوريا وليبيا ومسلمي الأقلية الروهينجيا في ميانمار.
وقال أندرو هاربر ممثل المنظمة في الأردن إن دولة الإمارات تعتبر نموذجًا للدعم الإنساني والإغاثي للاجئين السوريين، موضحًا أن دولة الإمارات قدّمت حتى منتصف يناير 2013 نحو 25 مليون دولار من معونات إغاثية وإنسانية لسدّ شتى المتطلبات والاحتياجات المعيشية للاجئين السوريين، إضافة إلى عشرة ملايين دولار لموقع المخيم الجديد «مريجيب الفهود»، وإقامة مستشفى متنقل يوفر الخدمات والرعاية الصحية للاجئين السوريين كافة، كما تبرعت دولة الإمارات في المؤتمر الدولي للمانحين لدعم الأوضاع الإنسانية في سوريا والذي عُقد في 3 يناير 2013 بالكويت بمبلغ 300 مليون دولار أمريكي.

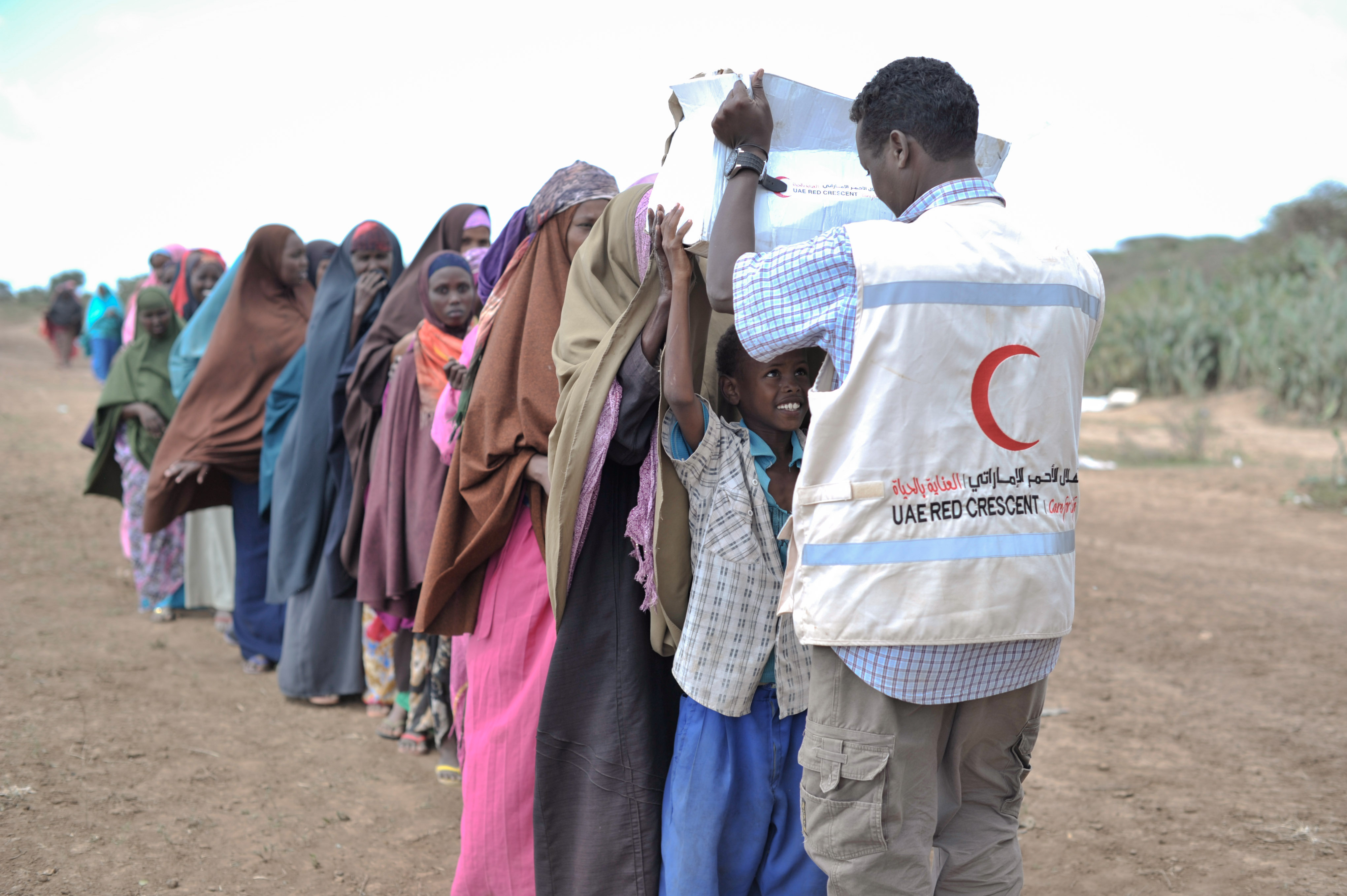
موظف في الهلال الأحمر الإماراتي يسلم صندوق غذاء لطفل في الصومال.

وأشاد جيرت كابليري ممثل صندوق الأمم المتحدة للطفولة «اليونيسف» في اليمن، في 15 يوليو 2012 بجهود دولة الإمارات في دعم الأوضاع الإنسانية في اليمن، مؤكدًا أن مبادرات الإمارات على الساحة اليمنية تُعزز المساعي الرامية لتخفيف حدة المعاناة الناجمة عن نقص الغذاء وتداعياته على أوضاع اليمنيين في مختلف المحافظات، وتسهم بقوة في درء المخاطر خاصة المحدقة بالطفولة في اليمن.
كما أشادت لين هيستيغس مديرة مكتب الأمم المتحدة لتنسيق الشؤون الإنسانية في إسلام أباد في 12 مايو 2012 بمبادرات الشيخ خليفة الإنسانية الكبيرة، من خلال إطلاق المشروع الإماراتي لمساعدة باكستان وتخفيف معاناة الشعب الباكستاني وتحسين ظروفهم الإنسانية، خاصة في الأقاليم والقرى الباكستانية التي تعرضت للفيضانات، كما أعلنت دولة الإمارات في 10 نوفمبر 2013، بتوجيهات من الشيخ خليفة، عن تنفيذ مشاريع وبرامج إغاثية عاجلة بقيمة 10 ملايين دولار للفلبين لمساعدتها في مواجهة الأضرار التي خلفها إعصار هايان والتخفيف من معاناة الشعب الفلبيني.
يذكر أن الشيخ خليفة تسلم في 2 ديسمبر 2011 جائزة الشيخ راشد للشخصية الإنسانية للعام 2010/2011 التي حاز عليها بعد أن رشحته المنظمات والمدن الإنسانية والخيرية في العالمين العربي والإسلامي والعديد من المنظمات والمؤسسات الدولية لنيل الجائزة، فقد كان له بصمات واضحة وجلية في مسيرة العمل الخيري والإنساني في العالم العربي والإسلامي.

## النشاطات الثقافيّة والجوائز
جائزة الشيخ خليفة للامتياز
أطلقتها غرفة تجارة وصناعة أبوظبي في عام 1999 كخارطة طريق، ومنهجية للتحسين المستمر بهدف تعزيز القدرة التنافسية لقطاع الأعمال في دولة الإمارات العربية المتحدة.
جائزة خليفة التربوية
بدأت جائزة خليفة التربوية منذ عام 2007 بهدف دعم التعليم، والميدان التربوي، وتحفيز المتميزين، والممارسات التربوية المبدعة. وتهدف الجائزة إلى إبراز التربويين والممارسات العلمية الناجحة محليًا وإقليميًا وعربيًا.
جائزة خليفة الدولية لنخيل التمر والابتكار الزراعي
أسس الشيخ خليفة جائزة خليفة الدولية لنخيل التمر والابتكار الزراعي تقديرًا للجهود والإسهامات البارزة التي يقوم بها الأفراد والمؤسسات على السواء في مجال الابتكار الزراعي ونخيل التمر، لتشجيعهم وتحفيزهم على بذل المزيد من الجهود بغية الوصول بالقطاع الزراعي وشجرة نخيل التمر إلى أفضل المستويات، فالقطاع الزراعي ونخيل التمر لطالما كان جزءًا مهمًا من حياة سكان هذه المنطقة، وكانت الزراعة ونخيل التمر مصدرًا رئيسيًا للطعام وموردًا للدخل لأناس اعتمدت حياتهم عليه.

## مرضه ووفاته
عانى الشيخ خليفة من مشاكل صحية وأصيب بجلطة في بداية عام 2014 ولم يظهر بعدها في العلن إلا بشكل نادر. وقام كل من الشيخ محمد بن راشد آل مكتوم نائب رئيس الدولة رئيس مجلس الوزراء حاكم دبي والشيخ محمد بن زايد آل نهيان ولي عهد أبوظبي نائب القائد الأعلى للقوات المسلحة بتسيير أمور الدولة وحضور المناسبات العامة والاستقبالات الرسمية.
توفي الشيخ خليفة في يوم الجمعة 12 شوال 1443 هـ الموافق 13 مايو 2022 عن عمر يناهز 73 عامًا ، وأعلنت وزارة شؤون الرئاسة الإماراتية الحداد الرسمي وتنكيس الأعلام لمدة 40 يومًا، وتعطيل العمل في الوزارات والدوائر والمؤسسات الاتحادية والمحلية والقطاع الخاص 3 أيام اعتبارًا من يوم الجمعة 13 مايو.
وأعلن الحداد وتنكيس الأعلام في عدد من الدول العربية، فقد أعلنت كل من البحرين ولبنان وقطر الحداد الرسمي وتنكيس الأعلام لمدة ثلاثة أيام، وأعلنت موريتانيا وسلطنة عمان الحداد لمدة 3 أيام، بينما أعلن في الأردن عن الحداد لمدة أربعين يومًا، وأعلن في الكويت الحداد لمدة 3 أيام وتنكيس الأعلام 40 يومًا.
وفي عصر نفس اليوم أقيمت صلاة الجنازة على الشيخ خليفة في مسجد الشيخ سلطان بن زايد الأول حيث أدى الصلاة الشيخ محمد بن زايد آل نهيان وأفراد عائلة آل نهيان وأقيمت بعد الصلاة مباشرة مراسم تشييع جثمان الشيخ خليفة في مقبرة البطين بحضور الشيخ محمد بن زايد آل نهيان وأفراد عائلة آل نهيان.
وتولى في نفس اليوم ولي عهد أبوظبي الشيخ محمد بن زايد آل نهيان مقاليد الحكم في إمارة أبوظبي خلفاً للشيخ خليفة وكما أنتخبه المجلس الأعلى للأتحاد في 14 مايو 2022 رئيساً لدولة الإمارات العربية المتحدة خلفاً للشيخ خليفة.
وكما زار الإمارات العديد من قادة الدول والوفود الرسمية لتقديم التعازي إلى الشيخ محمد بن زايد آل نهيان رئيساً لدولة الإمارات العربية المتحدة بوفاة الشيخ خليفة.

## حياته الخاصة
نسبه
ينتمي الشيخ خليفة إلى قبيلة بني ياس، التي تعتبر القبيلة الأم لمعظم القبائل العربية التي استقرت فيما يعرف اليوم باسم دولة الإمارات العربية المتحدة، والتي عُرفت تاريخيًا باسم «حلف بني ياس». اسمه الكامل هو خليفة بن زايد بن سلطان بن زايد بن خليفة بن شخبوط بن ذياب بن عيسى بن نهيان بن فلاح بن ياس.
أسرته
الشيخ خليفة هو الابن البكر للشيخ زايد بن سلطان من زوجته الشيخة حصة بنت محمد بن خليفة بن زايد آل نهيان.
عائلته
في عام 1964؛ تزوج الشيخ خليفة من شمسة بنت سهيل بن حمد المزروعي وأنجبا ثمانية أولاد اثنان من الذكور وست من الإناث وهم:
- سلطان بن خليفة بن زايد آل نهيان مستشار رئيس الدولة متزوج من الشيخة شيخة بنت سيف بن محمد آل نهيان.
- محمد بن خليفة بن زايد آل نهيان عضو المجلس التنفيذي في إمارة أبو ظبي متزوج من الشيخة اليازية بنت سلطان بن زايد آل نهيان.
- شيخة بنت خليفة بن زايد بن سلطان آل نهيان، زوجة حمد بن طحنون بن محمد آل نهيان رئيس جهاز أمن وحماية المنشآت.
- موزة بنت خليفة بن زايد بن سلطان آل نهيان زوجة الشيخ خليفة بن سيف بن محمد آل نهيان.
- عوشة بنت خليفة بن زايد بن سلطان آل نهيان زوجة سلطان بن حمدان بن محمد آل نهيان - مستشار رئيس الدولة - رئيس اتحاد سباقات الهجن.
- سلامة بنت خليفة بن زايد بن سلطان آل نهيان زوجة الشيخ الدكتور منصور بن طحنون بن محمد آل نهيان.
- شما بنت خليفة بن زايد بن سلطان آل نهيان زوجة الشيخ سلطان بن حمدان بن زايد آل نهيان.
- لطيفة بنت خليفة بن زايد بن سلطان آل نهيان زوجة الشيخ ذياب بن طحنون بن محمد آل نهيان.

هواياته
يملك الشيخ خليفة بن زايد آل نهيان أكبر يخت في العالم من صنع الشركة الألمانية لورسن وإسمه عزام.[بحاجة لمصدر]
يمارس عددًا من الهوايات، فهو محب لصيد السمك، وبارع في هواية الصيد بالصقور، التي اكتسبها من والده.أسهم شخصيًا في رعاية برامج ومشروعات للمحافظة على البيئة الطبيعية في مناطق الصيد، وعلى رأسها تحرير الصقور بإعادتها إلى بيئتها الطبيعة مع نهاية كل موسم صيد، وبرامج إكثار طيور الحبارى (التي تعد الطريدة المفضلة للصقور) وإطلاقها في البرية، ورعاية أبحاث حركة وهجرات الطيور باستخدام التقنيات الفضائية. وقد لقيت مساهماته في هذا المجال تقديرًا عالميًا في أكثر من مناسبة ومحفل.

## الأوسمة والجوائز
- 31 يناير 2005: وسام من ملك البحرين.[45]
- 27 يناير 2006: وسام من رئيس اليونان.
- 31 يناير 2007: وسام من رئيس اليمن.
- 14 أبريل 2007: وسام من رئيس السنغال.
- 30 أبريل 2007: وسام من رئيس الأوروغواي.
- 5 مارس 2008: وسام من رئيس تركمانستان.
- 23 مايو 2008: وسام من ملك إسبانيا.
- 10 فبراير 2009: وسام من رئيس لبنان.
- 16 مارس 2009: وسام من رئيس كازاخستان.
- 2 مايو 2010: وسام من رئيس فلسطين.
- 24 نوفمبر 2010: وسام «القائد الأعظم» من ملكة المملكة المتحدة.